# M3-as metróvonal (Budapest)
Az M3-as metróvonal (észak–déli metróvonal, informálisan kék metróvonal) a budapesti metróhálózat leghosszabb és legforgalmasabb vonala, mely Kőbánya-Kispest és Újpest-központ között közlekedik. Munkanapokon átlagosan félmillió utasa van. A Budapesten jelenleg működő metróvonalak fő irányaira vonatkozó elképzelések nem új keletűek, már a földalatti vasút 20. század elején készült építési terveiben – és azt követően is – fellelhetők. Ez kézenfekvő, mivel a földalatti vasút javasolt nyomvonalai követték a forgalom, illetve az utasszállítási igény kialakult fő irányát. A budapesti földalatti vasút építéséről 1950-ben hozott kormányhatározat már említést tesz az észak–déli vonal nyomvonaláról és építéséről is. Később, a kelet–nyugati vonal tovább építését jóváhagyó 3428/1963. számú kormányhatározat már teljesen előírta az észak–déli metróvonal beruházási programjának elkészítését is. E határozat alapján 1966-ban elkészült az észak–déli, a mai M3-as vonal beruházási programjának tervdokumentációja.
A két végállomás úgy épült meg, hogy a vonal bármikor meghosszabbítható legyen. Az M3-as metróvonal építése 1970-ben kezdődött meg; jelenlegi forgalmi hossza 16,4 km, építési hossza 17,3 km, állomásainak száma 20.

## Története
A beruházási célban kitűzött nyomvonalként az újpesti István tér és a kispesti Vörös Csillag Traktorgyár közötti összeköttetés szerepelt. A program jóváhagyása során – elsősorban anyagi okok miatt – olyan döntés született, hogy a vonal Újpest, István tér és Kispest, Határ út között épüljön meg. A kitűzött határidő az 1985. év vége, a tervezett vonalhossz 14,8 km, az állomások száma 19 volt. A beruházási programot 1968-ban hagyták jóvá, az építkezés 1970-ben kezdődött el és megszakítás nélkül folytatódott 1990 végéig.
Időközben a vonal déli végállomása a Határ úti csomóponttól Kőbánya-Kispest vasútállomáshoz, az északi végállomása pedig Káposztásmegyerre került, mivel ott egy új városrész építését kezdték el. A vonal tervezett hossza ekkor 20,5 km-re, az állomások száma 24-re változott. A káposztásmegyeri lakótelepet már úgy tervezték, hogy ott a metróépítés számára a szükséges helyet szabadon hagyták. Budapest fejlesztésében ez lett volna az első eset, amikor egy új városrész tömegközlekedési feladatait a városrész építésével egy időben és összehangoltan megoldják. Az építés ideje alatt bekövetkezett gazdasági-politikai változások ezt végül megakadályozták. A vonal északi végállomása 1990 decembere óta Újpest-központban van. A tervezett Rózsa utca, Rákospalota-Újpest vasútállomás, és Szilas-patak metróállomások nem készültek el, de a felszíni pálya egy szakasza igen, ezt a 14-es villamos használja.
A kék metró első szakaszát 1976. december 31-én adták át a Deák Ferenc tér és a Nagyvárad tér állomások között. (Az ünnepséget a Nagyvárad téri állomáson tartották meg.) Ugyanebben az évben készült el az UVATERV irodájában egy átfogó térkép a jövőre vonatkozó metrófejlesztésekről. Ezen még úgy szerepelt a 3-as vonal, hogy dél felé a Határ útig a ma is ismert nyomvonalon halad, majd innen egy leágazás vezetett volna Kőbánya-Kispestig, a vonal többi része pedig Kispesten keresztül egészen Ferihegyig. A Határ úti állomás úgy is épült meg, hogy bármikor tovább lehet folytatni Ferihegy irányába, de ez mindmáig nem valósult meg. 1980. március 29-ére a Kőbánya-Kispestig húzódó szárnyvonal (azaz jelenlegi állapotában végleges fővonali szakasz) készült el. Az észak felé tervezett vonalvezetés még érdekesebb volt: körülbelül a mai Újpest-városkapu állomásnál kettéágazott volna. Az egyenesen tovább haladó szakasz vezetett volna Káposztásmegyerre, a kelet felé elkanyarodó pedig Újpest-központ után továbbhaladt volna Rákospalota-Újpest vasútállomásig, sőt onnan tovább egy feltehetően tervezett lakótelephez, mely a Szilas-patak partján épült volna fel, a mai M3-as autópálya bevezető szakaszánál, a város határában. Itt a vonal egy járműtelepet is kapott volna, melyet közösen használt volna az egészen idáig húzódó, a másik irányból érkező M4-es metróvonallal.
Egy néhány évvel későbbi tervezeten már revideálták a terveket. Az északi szakaszon az egyenes vonalban haladó káposztásmegyeri szakaszt (amelyen Zsilip utca, UTE Stadion, Újpesti temető, Szilas-patak, Káposztásmegyeri lakótelep nevű megállóhelyek létesültek volna) törölték a tervek közül, és már csak a kelet felé tartó szakasz szerepelt itt (amerre ma is halad: Újpest-városkapu, Újpest-központ, Rózsa utca, Rákospalota-Újpest vasútállomás, Szilas-patak, Káposztásmegyeri lakótelep, a Szilas-pataknál egy járműteleppel). A 3-as és 4-es vonal közös végállomását és járműtelepét (mely ezen a térképen Rákospalota, új városközpont néven szerepel) szintén törölték a tervek közül. Ezen a térképen szerepel a Gyöngyösi utcai megálló is, melyet két megálló, a Thälmann utca (ma kb. a Csavargyár u. térsége) és a Szekszárdi út összevonásával, költségcsökkentési céllal terveztek. Dél felé a ferihegyi szakaszt is lemondták. Az északi meghosszabbítás újabb fejleményeiről lásd a Jövőbeli meghosszabbítások szakaszt.
1981. december 30-án a Deák tér és a Lehel tér (akkor: Élmunkás tér) közötti szakaszt helyezték üzembe, amit 1984. november 5-én a Göncz Árpád városközpontig (akkor: Árpád híd) állomásig hosszabbítottak.
Jelenlegi formájában 1990. december 14. óta üzemel a vonal, ekkor adták át a Göncz Árpád városközpont–Újpest-központ közötti szakaszt. A vonalon közlekedő szerelvények 1990 óta Automatikus Vonatvezető Rendszerrel (AVR) ellátva, egyvezetős üzemben közlekednek. (A 2017-2023 között elvégzett felújítás során nem jutott pénz az elavult, analóg AVR programszőnyegének hozzáigazítására az új 81–717.2K/714.2K típusú szerelvények fürgébb menetdinamikájához.)
| Az M3-as metróvonal szakaszainak átadása | Az M3-as metróvonal szakaszainak átadása | Az M3-as metróvonal szakaszainak átadása | Az M3-as metróvonal szakaszainak átadása | Az M3-as metróvonal szakaszainak átadása |
| ---------------------------------------- | ---------------------------------------- | ---------------------------------------- | ---------------------------------------- | ---------------------------------------- |
| Év és szakasz                            |                                          |                                          | szakaszhossz (km)                        |                                          |
| Deák tér–Nagyvárad tér (1976)            | Deák tér–Nagyvárad tér (1976)            |                                          | 3,7                                      | 3,7                                      |
| Nagyvárad tér–Kőbánya-Kispest (1980)     | Nagyvárad tér–Kőbánya-Kispest (1980)     |                                          | 4,6                                      | 4,6                                      |
| Deák tér–Élmunkás tér (1981)             | Deák tér–Élmunkás tér (1981)             |                                          | 2,3                                      | 2,3                                      |
| Élmunkás tér–Árpád híd (1984)            | Élmunkás tér–Árpád híd (1984)            |                                          | 1,7                                      | 1,7                                      |
| Árpád híd–Újpest-Központ (1990)          | Árpád híd–Újpest-Központ (1990)          |                                          | 4,0                                      | 4,0                                      |
|                                          |                                          |                                          |                                          |                                          |

A metróvonal több mint 30 éves pályája olyan rossz műszaki állapotba került, hogy 2011. december 13-ától a teljes vonalon 60 km/h-ra korlátozták az alkalmazható legnagyobb sebességet. A növekvő számú pályahibákat elsősorban az alagút folyamatosan romló szigetelésén átszivárgó talajvíz okozta. Az agresszív talajvíz komoly mértékben tönkretette a metróvonal pályalemezét, illetve korrodálta a sínleerősítéseket. A pályahibák miatt egyre több metrószerelvény szenvedett forgóváz-repedést, ezért, valamint a pályalemezre ható dinamikus erők csökkentése érdekében korlátozták a sebességet. A metróvonal felújítását a BKV régóta tervezte, azonban forráshiány és az M4-es metróvonal folyamatosan növekvő építési költségei következtében mindig lekerült a napirendről. Ideiglenes megoldásként 2014. július elejétől 2015. június végéig délről fokozatosan észak felé haladva a BKV síncseréket végzett, használt, de jó állapotú sínszálak beépítésével.

## A 2017–2023-as felújítás

### Északi szakasz

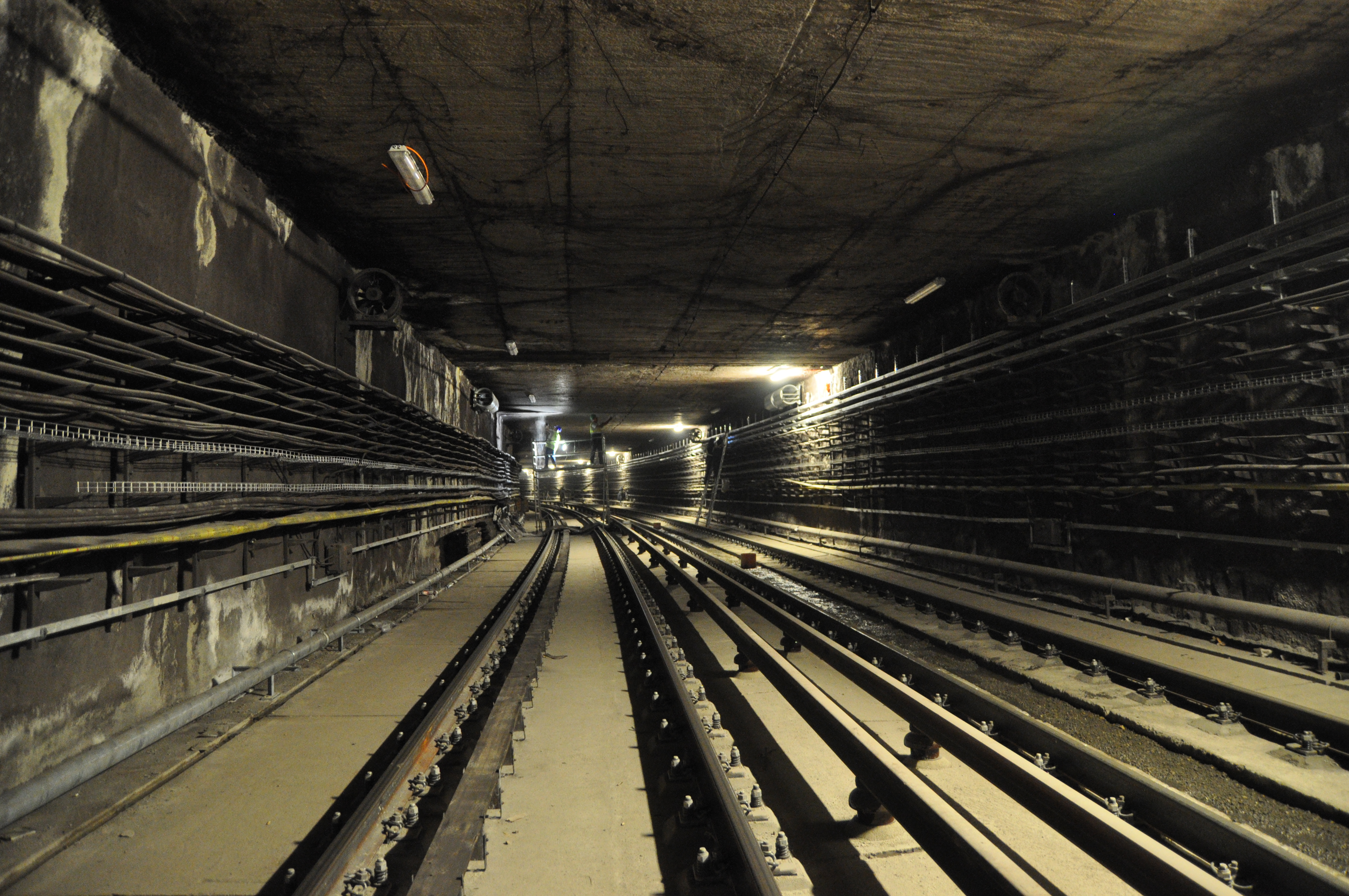
Az M3-as metróvonal alagútja Újpesten

2017. november 4-én kezdődött az első ütemben a Dózsa György út és az Újpest-központ közötti állomások és a pálya felújítása, ami a kezdeti tervek szerint 2018 végéig tartott volna. Az északi szakaszon 2019. március 30-án indult újra az utasforgalom.
A felújítási munkálatok befejeztével a vonal két állomásának neve megváltozott: Újpest-Központ végállomás neve Újpest-központra módosult (kis „k” betűvel), hasonlóan az M4-es metróvonal Újbuda-központ állomásához (2019. március 30.), illetve Újpest-Városkapu neve Újpest-városkapu lett (szemben a tervezett, a tájékozódást megkönnyíteni hivatott Újpest vasútállomás névvel). A déli végállomás, Kőbánya-Kispest neve is megmaradt (szemben a korábban, szintén a tájékozódás megkönnyítése érdekében tervezett Kőbánya-Kispest vasútállomás névvel). Az Árpád híd állomás tervezett átnevezése szintén elmaradt a felújítási munkálatokkal, ám 2020 januárjában mégis Göncz Árpád városközpont lett.

### Déli szakasz
A déli szakaszt 2019. április 6-án kezdték el felújítani. A 137,5 milliárd forintos beruházás nem tartalmazza az összes állomás akadálymentesítését, mert Tarlós István főpolgármester közlése szerint nem volt rá pénz. 2018. február 5-én kilenc ellenzéki párt kezdett aláírásgyűjtésbe a teljes körű akadálymentesítésről népszavazás kiírásáért, 2018. február 7-én a főváros beleegyezett, hogy a 20-ból 18 állomást fognak akadálymentesíteni. A fennmaradó két állomás (a Pöttyös utca és az Ecseri út) akadálymentesítésének finanszírozásáról további tárgyalások folynak. Tarlós István főpolgármester a felújított északi szakasz átadásakor úgy nyilatkozott: „minden állomás akadálymentes lesz”, és „mégis megoldható a légkondicionálás”.
A felújított déli szakaszt 2020. október 22-én adták át.

### Középső szakasz
2020. március 7-én lezárták az Arany János utca és Ferenciek tere állomásokat, amiket július 11-től a Corvin-negyed és Semmelweis Klinikák állomások követtek, így ezeken az állomásokon a metrók megállás nélkül haladtak át, november 7-től pedig elkezdődött a teljes középső szakasz felújítása is, ezalatt a metró a Kőbánya-Kispest – Nagyvárad tér, illetve a Lehel tér – Újpest-központ útvonalakon közlekedett.
2022. május 14-én átadták a középső szakasz három legdélebbi állomását (Semmelweis Klinikák, Corvin-negyed, Kálvin tér), egyúttal elkezdték a korábbi felújítási szakaszokban végállomásként funkcionáló Lehel téri és Nagyvárad téri állomások felújítását, valamint a Dózsa György úti állomás akadálymentesítését, így ettől a naptól kezdve a Kőbánya-Kispest – Kálvin tér, valamint a Göncz Árpád városközpont – Újpest-központ szakaszokon szállít utasokat a metró, azonban a Nagyvárad téri állomáson megállás nélkül halad át.
2023. január 23-án 13 órakor átadtak két belvárosi állomást, A Deák Ferenc teret és a Ferenciek terét. A Deák Ferenc téri állomásra egy hagyományos lift, míg a Ferenciek terére egy ferdepályás felvonó került.
2023. március 20-tól hétköznaponként egész nap már a teljes vonalon közlekedett a metró, de a májusi befejezésig, a Lehel téren és a Nagyvárad téren megállás nélkül haladt át. A kimaradt állomások pótlását állomáspótló járatok segítették. Hétvégén azonban továbbra is a Kőbánya-Kispest és a Göncz Árpád városközpont között pótlóbusz közlekedett. Több felszíni járat közlekedése is módosult.
2023. május 22-én átadták az utolsóként felújított Lehel téri és Nagyvárad téri állomásokat is, ezzel lezárult a megközelítőleg öt és fél évig tartó rekonstrukciós projekt.

## Járművek

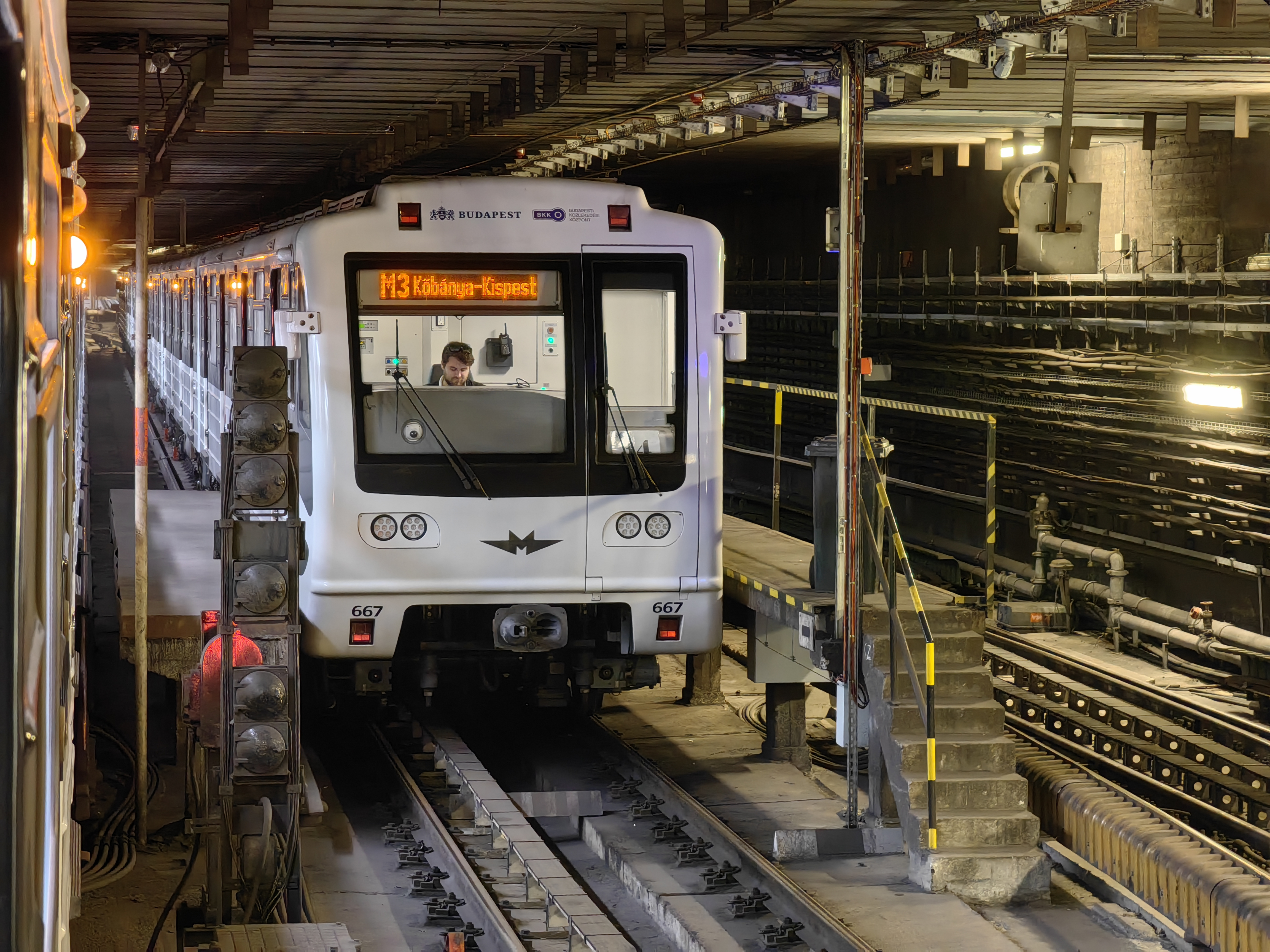
81–717.2K/714.2K típusú szerelvény

A vonalon először Ev3, majd 1980-tól vegyesen Ev3 és 81–717/714 típusú szerelvények jártak. 2018 óta ezek felújított változata jár 81–717.2K/714.2K típusnév alatt.
Ezen a vonalon közlekedett 1991 és 1995 között a magyar gyártású Ganz–Hunslet G2 típusú prototípus metrószerelvény, ami sosem került sorozatgyártásra.
2013-ban felmerült, hogy a rendkívül rossz állapotban lévő szerelvények legalább egy részét lecserélik 2015-ig. Vita folyt arról, hogy új szerelvények kerüljenek-e beszerzésre, de végül az alacsonyabb beruházási költség miatt a korábbi szerelvények felújítása mellett döntött a főváros, illetve azért is, mert a szükséges hitel felvételét a kormány csak a felújításhoz engedélyezte, új beszerzéshez nem.
A felújítási projektre 2015 nyarán írták alá a szerződést a moszkvai polgármesterrel. A 222 kocsira a teljes összköltség 69 milliárd forint lett. 2016 januárjában elindult az első felújításra váró szerelvény Moszkvába. (Az utat nem Ukrajnán keresztül, hanem Szlovákián, Lengyelországon és Fehéroroszországon átkelve tette meg.) 2016 májusában megérkezett az első felújított szerelvény Budapestre, amely a próbák elvégzése és a típusengedély beszerzése után 2017. március 20-án, hétfő délután állt forgalomba. 2018. április 3-tól már csak felújított szerelvények járnak a vonalon.
Bár felújítási projektre írták ki a pályázatot, tulajdonképpen új szerelvények kerültek forgalomba, annyira kevés elemét lehetett csak felhasználni a régi metrókocsiknak.

### Problémák a felújított szerelvényekkel
Az első forgalomba állt felújított szerelvényt már másnap visszarendelték a kocsiszínbe, ajtóhiba miatt. Egy nappal később újra forgalomba került, de a következő napokban is problémák voltak az új metrókocsikkal. A hibák kijavítása után a felújított szerelvények fokozatosan álltak forgalomba.
2017 júniusában az egyik szerelvényen az utastájékoztató audiorendszer megzavarodott, egy másiknak pedig nem nyílt ki az ajtaja, majd a járművek további meghibásodásai miatt a BKV Zrt. bejelentette, hogy 800 millió forintot meghaladó kötbérigényt nyújtott be a felújítást végző gyár felé. A Metrovagonmast ezen kívül felszólították a hibák azonnali javítására, melynek elmaradása esetén további szankciókat helyeztek kilátásba. Ameddig a hibát a Metrovagonmas nem orvosolta, a felújított szerelvények nem közlekedhettek.
Mivel a tárgyalások nem vezettek eredményre, 2019 februárjában a BKV pert indított a Metrovagonmas ellen, immár hatmilliárd forintnak megfelelő kötbért követelve. 2020 januárjában az elsőként érkezett szerelvények közül egyet ki kellett vonni a forgalomból, mert a rozsdásodás olyan mértéket öltött a padlólemezeknél, hogy félő volt, azok beszakadnak. Ezeket garanciálisan javítania kell a gyártónak, és az állásidőre kártérítést kell fizetnie, azonban eddig sem fizettek, ezért is indult meg a per ellenük. A Metrovagonmas elleni perben 2021 őszéig nem volt még tárgyalás, az Igazságügyi Minisztérium a lefordított iratokat postai úton eljuttatta ugyan az orosz Igazságügyi Minisztériumnak, azonban ők az iratokat nem vették át. A Fővárosi Törvényszék szerint „a kézbesítési akadály elhárítása folyamatban van”.

## Főbb jellemzői

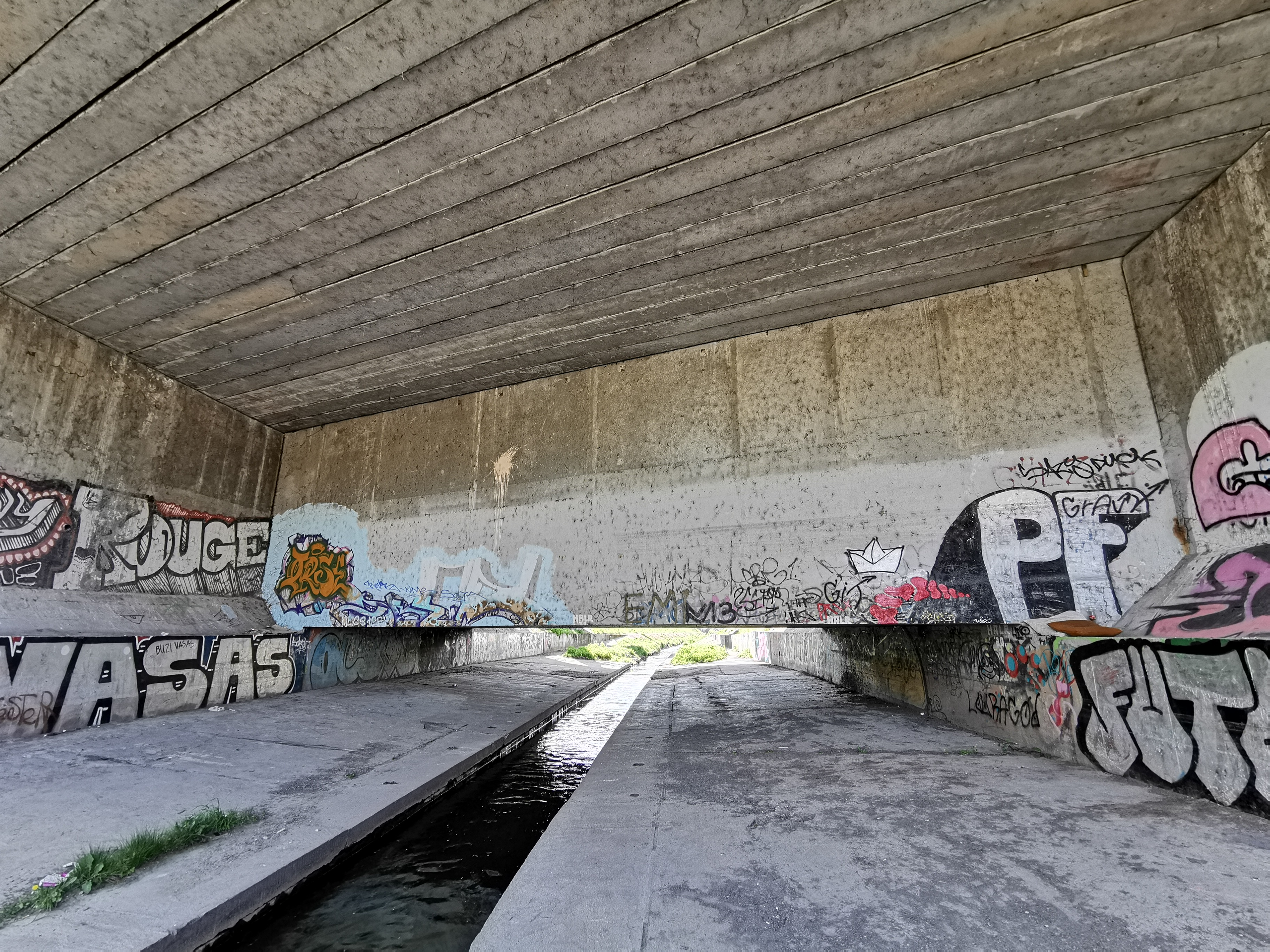
Az M3-as metróvonal alagútja a Rákos-patak felett

A metró nyomvonala főként Budapest két forgalmas sugárútja, a Váci út és az Üllői út alatt halad.
| Műszaki paraméterek                                | Műszaki paraméterek                                                                       |
| -------------------------------------------------- | ----------------------------------------------------------------------------------------- |
| A forgalmi vágányok építési hossza                 | 17,39 km                                                                                  |
| Az alagúti szakasz hossza                          | 15,5 km                                                                                   |
| Az állomások száma                                 | 20 db                                                                                     |
| Átlagos állomástávolság                            | 866,3 m                                                                                   |
| Legrövidebb állomásköz                             | 469 m                                                                                     |
| Leghosszabb állomásköz                             | 1753 m                                                                                    |
| A legnagyobb állomási mélység                      | 28,2 m                                                                                    |
| A főszellőző ventilátorok száma                    | 65 db                                                                                     |
| Legnagyobb engedélyezett sebesség                  | 80 km/h                                                                                   |
| Szállítási paraméterek                             |                                                                                           |
| Napi üzemidő                                       | Újpest-központ → Köbánya-Kispest: 4:21–23:21 Köbánya-Kispest → Újpest-központ: 4:21–23:21 |
| Menetidő                                           | 32 perc                                                                                   |
| Napi utasszám (munkanapokon)                       | 626 179 fő                                                                                |
| Legnagyobb szállítási kapacitás                    | 28 200 utas/óra/irány                                                                     |
| Legnagyobb forgalmú állomás napi utasforgalma      | 75 976 fő                                                                                 |
| Legnagyobb forgalmú állomás csúcsórai utasforgalma | 9 792 felszálló                                                                           |
| A legkisebb követési időköz                        | 150 másodperc                                                                             |
| A legnagyobb követési időköz                       | 10 perc                                                                                   |
| Szerelvényekre vonatkozó adatok                    |                                                                                           |
| A vontatás üzemi feszültsége                       | 825 V egyenáram                                                                           |
| Járműállomány                                      | 37 db Metrovagonmas gyártmányú hatkocsis szerelvény (összesen 222 kocsi)                  |
| Csúcsidőben közlekedő vonatok száma                | 29+2 db                                                                                   |

## Állomáslista és átszállási lehetőségek
Az M3-as metróvonal összes állomása akadálymentesen megközelíthető, a szerelvényekbe szintkülönbség nélkül be lehet szállni a peronokról.
| - Kőbánya-Kispest vasútállomás - Autóbusz-állomás | - KöKi Terminál bevásárlóközpont - Kispesti Uszoda |

| - Autóbusz-állomás - Shopmark bevásárlóközpont - Ibis Budapest Aero szálloda - Kőér utcai uszoda | - Száva kocsiszín - Száva utcai adótorony |

| - József Attila-lakótelep |

| - József Attila-lakótelep | - Szent Kereszt plébánia |

| - Budapest–Népliget Volánbusz-állomás - Országos Pedagógiai Könyvtár és Múzeum - Magyar Telekom székház | - Liget Club - MVM Dome - Groupama Aréna - Egyesített Szent István és Szent László Kórház - TIT Planetárium (bezárt) |

| - Semmelweis Egyetem Nagyvárad Téri Elméleti Tömb (NET), - Heim Pál gyermekkórház, - Szent István kórház, - Szent László kórház | - Természettudományi Múzeum - Orczy-park - Nemzeti Közszolgálati Egyetem (Ludovika) |

| - Semmelweis Egyetem klinikák - Leövey Klára Gimnázium | - Wekerle Sándor Üzleti Főiskola |

| - Corvin Budapest Filmpalota - Corvin Plaza - Corvin sétány - Zászlómúzeum | - Trafó – Kortárs Művészetek Háza - Iparművészeti Múzeum - Holokauszt Emlékközpont |

| - Fővárosi Szabó Ervin Könyvtár (Központi Könyvtár) - Református templom | - Magyar Nemzeti Múzeum - Vörösmarty mozi - Mercure Budapest Korona Hotel |

| - Alcantarai Szent Péter-templom - Klotild paloták - Pesti vármegyeháza - Petőfi Irodalmi Múzeum | - Katona József Színház - Egyetemi Könyvtár - Párizsi udvar (Brudern-ház) - Csók István Galéria |

| - Főpolgármesteri Hivatal - Pesti vármegyeháza - Szent István-bazilika - Deák téri evangélikus templom - Erzsébet téri Kulturális Központ és Park - Anker ház | - Kempinski szálloda - Ritz-Carlton szálloda - Örkény István Színház - Merlin Színház - Földalatti Vasúti Múzeum - Budapest Eye |

| - Szent István-bazilika - Magyar Nemzeti Bank - Toldi mozi | - Centrál Színház - Hivatali negyed |

| - Nyugati pályaudvar - Autóbusz-állomás - Westend bevásárlóközpont | - Skála Metró - Vígszínház - Játékszín |

| - Westend | - Lehel Csarnok |

| - Erste bank fiók (Huba utca) és Elektromos Művek székház | - Berzsenyi Dániel Gimnázium |

| - Budapest–Árpád híd Volánbusz-pályaudvar - Nyugdíjfolyósító Igazgatóság - Országos Egészségbiztosítási Pénztár | - Országos, Budapesti és Pest Megyei Rendőr-főkapitányság (Rendőrpalota) - József Attila Színház |

| - Dagály sétány - Tours-i Szent Márton templom | - Láng Művelődési Központ - Angyalföldi Sportközpont |

| - Duna Plaza bevásárlóközpont | - Madarász utcai Gyermekkórház |

| - Újpest vasútállomás - Újpest-Városkapu Volánbusz-pályaudvar | - Újpesti vasúti híd - Borsodi Sörgyár Kft. telephely - Tesco áruház |

| - Autóbusz-állomás - Újpesti Áruház - Újpesti piac - Újpesti lakótelep | - IV. kerületi Polgármesteri Hivatal - Budapest IV. Kerületi Rendőrkapitányság |

## Állomástávolságok
| Vágányok hossza az állomások között méterben | Vágányok hossza az állomások között méterben | Vágányok hossza az állomások között méterben |
| Szakasz                                      | Kőbánya-Kispest → Újpest-központ             | Újpest-központ → Kőbánya-Kispest             |
| -------------------------------------------- | -------------------------------------------- | -------------------------------------------- |
| Kőbánya-Kispest – Határ út                   | 1741                                         | 1753                                         |
| Határ út – Pöttyös utca                      | 621                                          | 621                                          |
| Pöttyös utca – Ecseri út                     | 620                                          | 620                                          |
| Ecseri út – Népliget                         | 958                                          | 958                                          |
| Népliget – Nagyvárad tér                     | 819                                          | 819                                          |
| Nagyvárad tér – Semmelweis Klinikák          | 1080                                         | 1078                                         |
| Semmelweis Klinikák – Corvin-negyed          | 516                                          | 514                                          |
| Corvin-negyed – Kálvin tér                   | 937                                          | 941                                          |
| Kálvin tér – Ferenciek tere                  | 468                                          | 481                                          |
| Ferenciek tere – Deák Ferenc tér             | 671                                          | 689                                          |
| Deák Ferenc tér – Arany János utca           | 652                                          | 652                                          |
| Arany János utca – Nyugati pályaudvar        | 822                                          | 832                                          |
| Nyugati pályaudvar – Lehel tér               | 828                                          | 826                                          |
| Lehel tér – Dózsa György út                  | 793                                          | 783                                          |
| Dózsa György út – Göncz Árpád városközpont   | 904                                          | 904                                          |
| Göncz Árpád városközpont – Forgách utca      | 692                                          | 692                                          |
| Forgách utca – Gyöngyösi utca                | 1183                                         | 1183                                         |
| Gyöngyösi utca – Újpest-városkapu            | 1325                                         | 1329                                         |
| Újpest-városkapu – Újpest-központ            | 796                                          | 799                                          |

## Jövőbeli meghosszabbítások

### Káposztásmegyer felé (Észak)
Az eredeti tervekben szerepelt a vonal meghosszabbítása Káposztásmegyerig, ahol a végállomás és a járműtelep helyét ki is hagyták (utóbbit jellegzetes „metrós” betonkerítéssel elkerítve). A pénz és a politikai akarat hiánya miatt azonban ez a beruházás évtizedek óta várat magára. 2008 márciusában jelentette be Újpest polgármestere, hogy pert indítanak a főváros ellen károkozás miatt (mivel sokan épp a metró reményében költöztek oda az 1990-es években, és a tervezett nyomvonalon lévő ingatlanok máig forgalomképtelenek, valamint a BKV járatritkítási terveket is nyilvánosságra hozott), amellyel elsősorban azt szeretnék elérni, hogy mégis továbbépítsék a metrót öt-hat megállóval. 2013-ban bejelentették, hogy meghosszabbítják a nyomvonalat a Rákospalota-Újpest vasútállomásig, vagy még tovább, egészen Káposztásmegyerig. 2018-ban a meghosszabbítására kiírt tervezői közbeszerzés lezárult. A nyertes cégek az előkészítés keretében, az engedélyeztetéshez és a kivitelezéshez szükséges terveket készítették el a 4,9 kilométernyi kétvágányú metrópályához.
Az alagút Újpest-központtól egészen a Rózsa utcáig kész van. A Rózsa utca és a Rákospalota-Újpest vasútállomás közötti nyomvonalon építési tilalom van érvényben, fenntartva a hosszabbítás lehetőségét. A felszínen tervezett nyomvonalon Rákospalota-Újpest és Káposztásmegyer között pedig készen van a pálya, azt a 14-es villamos használja a Fóti úti felüljáró és az Óceánárok utca között.
2020. február 17-én lakossági fórumot tartottak a káposztásmegyeri hosszabbítással kapcsolatban, ahol jelen voltak a kerületi önkormányzat tagjai és a BKK emberei. Elmondták, hogy jelenleg a részletes megvalósíthatósági tanulmány elkészítése és az engedélyeztetés folyik, ismertették a terveket és megválaszolták a felmerülő kérdéseket. A legújabb tervek szerint a végállomás a Megyeri út északi oldalára kerül, hogy a lakótelepről könnyebben elérhető legyen. Az állomás mellett egy buszállomás is tervben van a helyi és helyközi járatok számára, de ez nem végállomásként funkcionálna. A következő állomás a Bőröndös utca és a Bőrfestő utca közé épülne, ahonnan a Külső Szilágyi úton található villamosmegállók helyére egy-egy járda fog vezetni a könnyebb megközelíthetőség érdekében. Az Óceánárok utca arrébb épülne meg, az északi kijárata a Galopp utcához vezetne. A Rózsa utca az Árpád út déli oldala alatt épülne meg, ezzel is védve a zöld területet az úttest felső részénél. Tervek szerint az építkezés 2022-ben megkezdődne és a kivitelezés hat évet venne igénybe. A látványterveket nagy felbontásban is publikálták.
A tervben szereplő 5 állomás:
- Rózsa utca
- Rákospalota-Újpest vasútállomás
- Óceánárok utca
- Bőröndös utca
- Megyeri út

Az állomásokon kívül egy járműtelep is épül a végállomásnál, járműtárolóval, karbantartó teleppel és próbapályával.
A tervezett 4,9 km hosszabbításból 1,53 km kéreg alatt, 190 m nyitott „U” keretben, 3,18 km pedig felszínen vasbeton pályalemezen haladna. A meghosszabbítás hatévesre tervezett munkálatainak megkezdését 2022-re tűzték ki.[forrás?]

### A Liszt Ferenc nemzetközi repülőtér felé (Dél)
Korábban az is szóba került, hogy ha felújítják, akkor a Liszt Ferenc nemzetközi repülőtérig meghosszabbítják. A legújabb tervek szerint a repülőteret vonatösszeköttetéssel kötnék össze a belvárossal a metró helyett.

## Galéria az M3-as metróvonal állomásairól a felújítás előtt

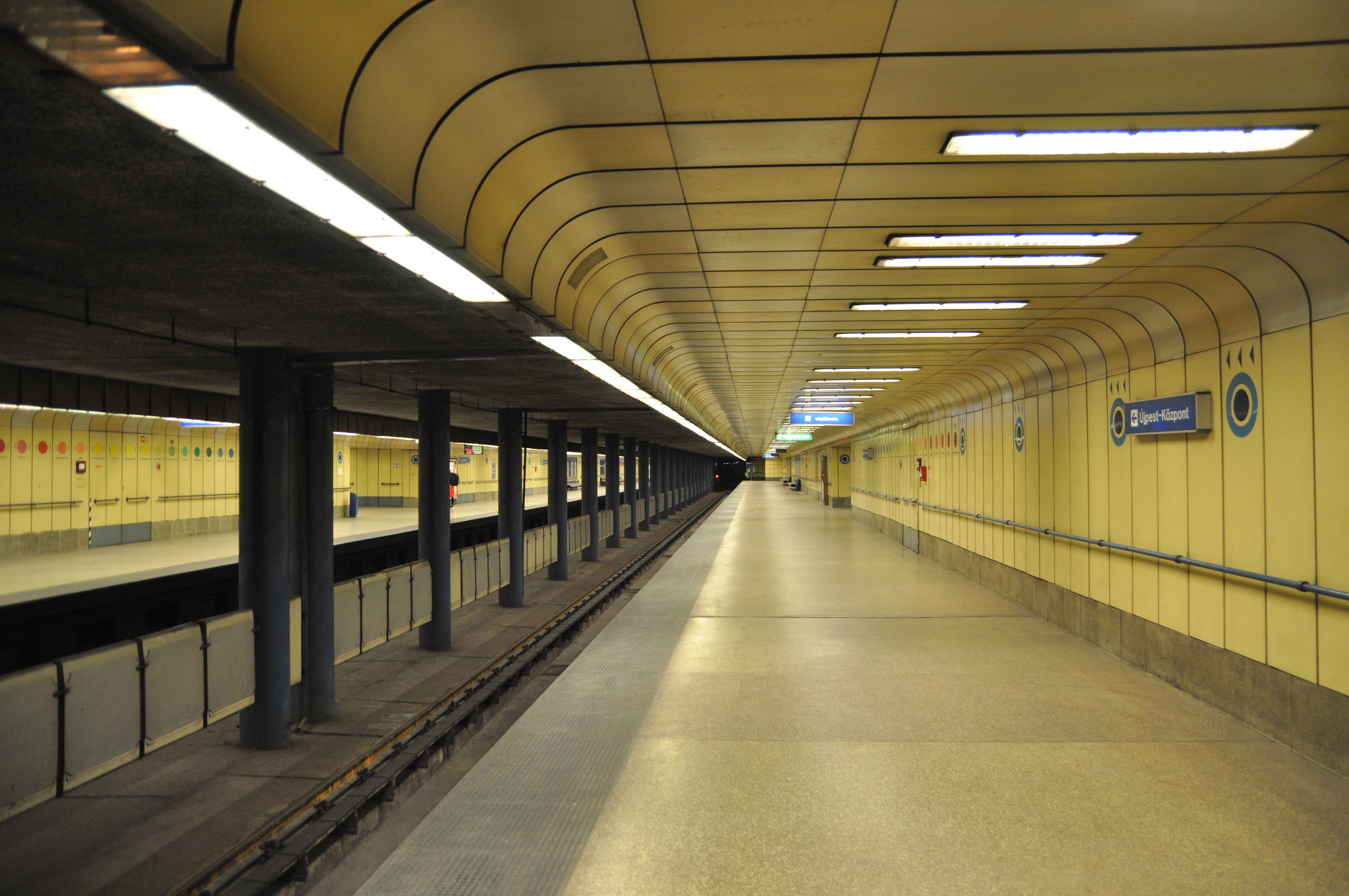
Újpest-központ
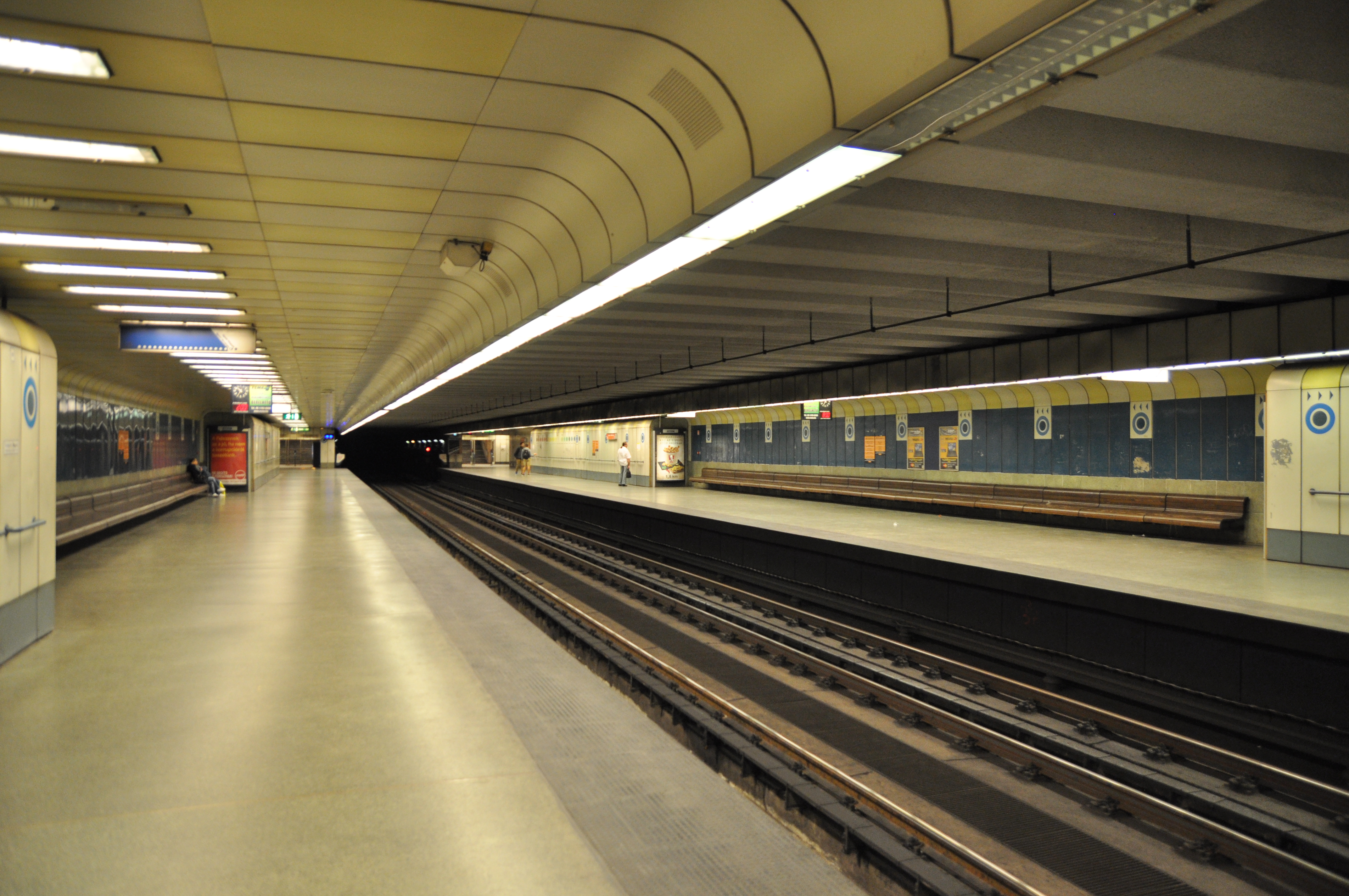
Újpest-Városkapu
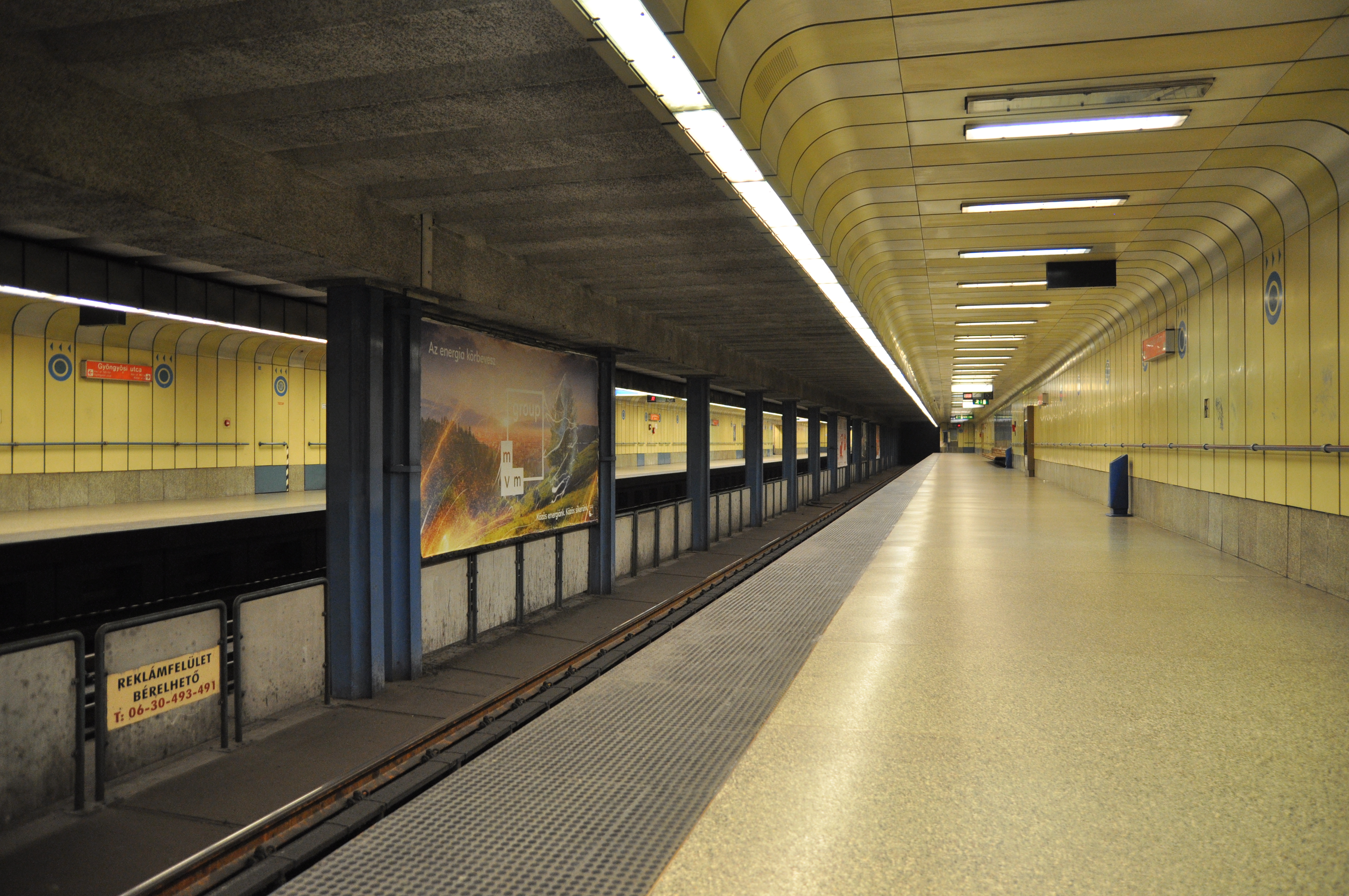
Gyöngyösi utca
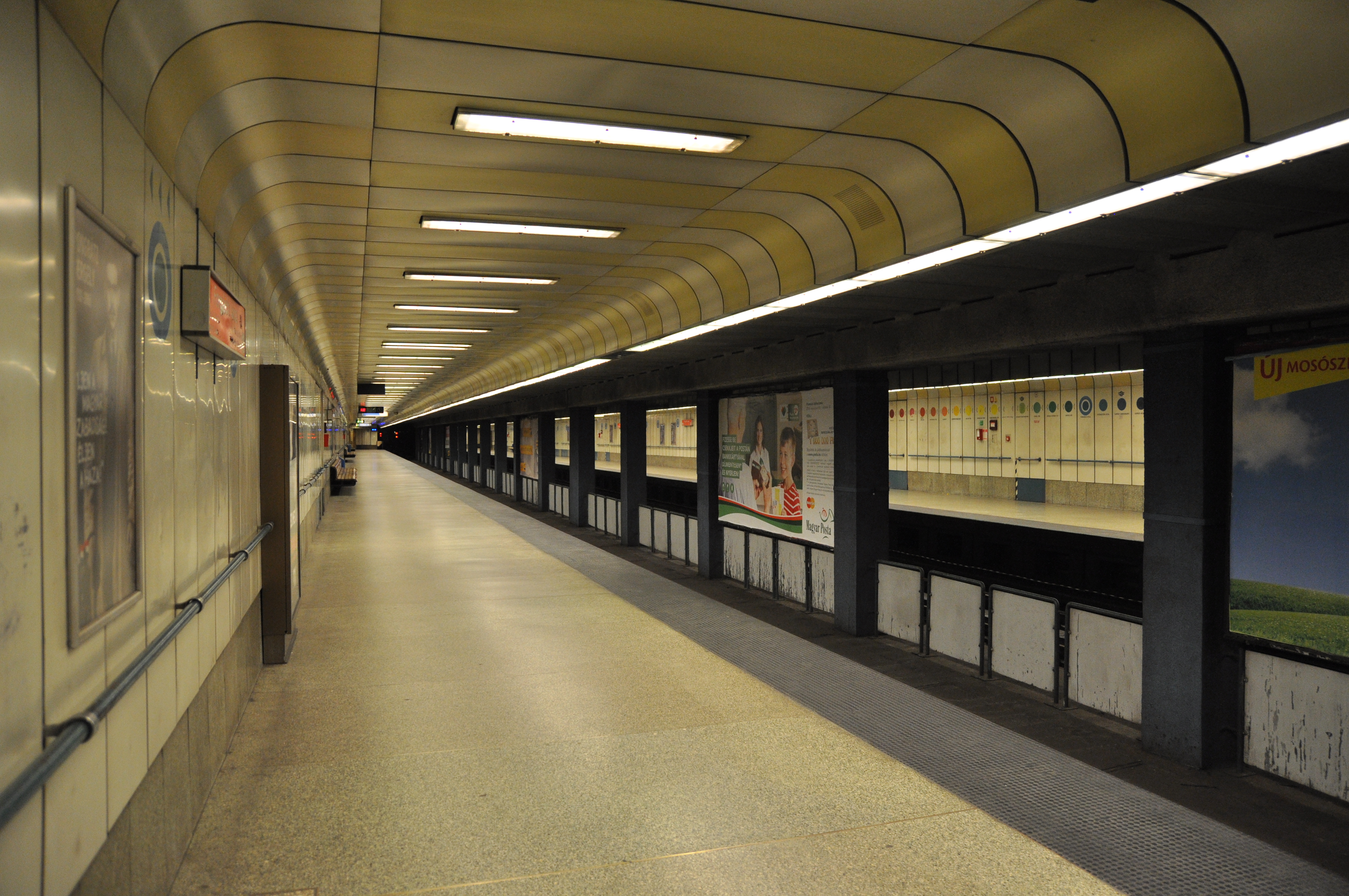
Forgách utca
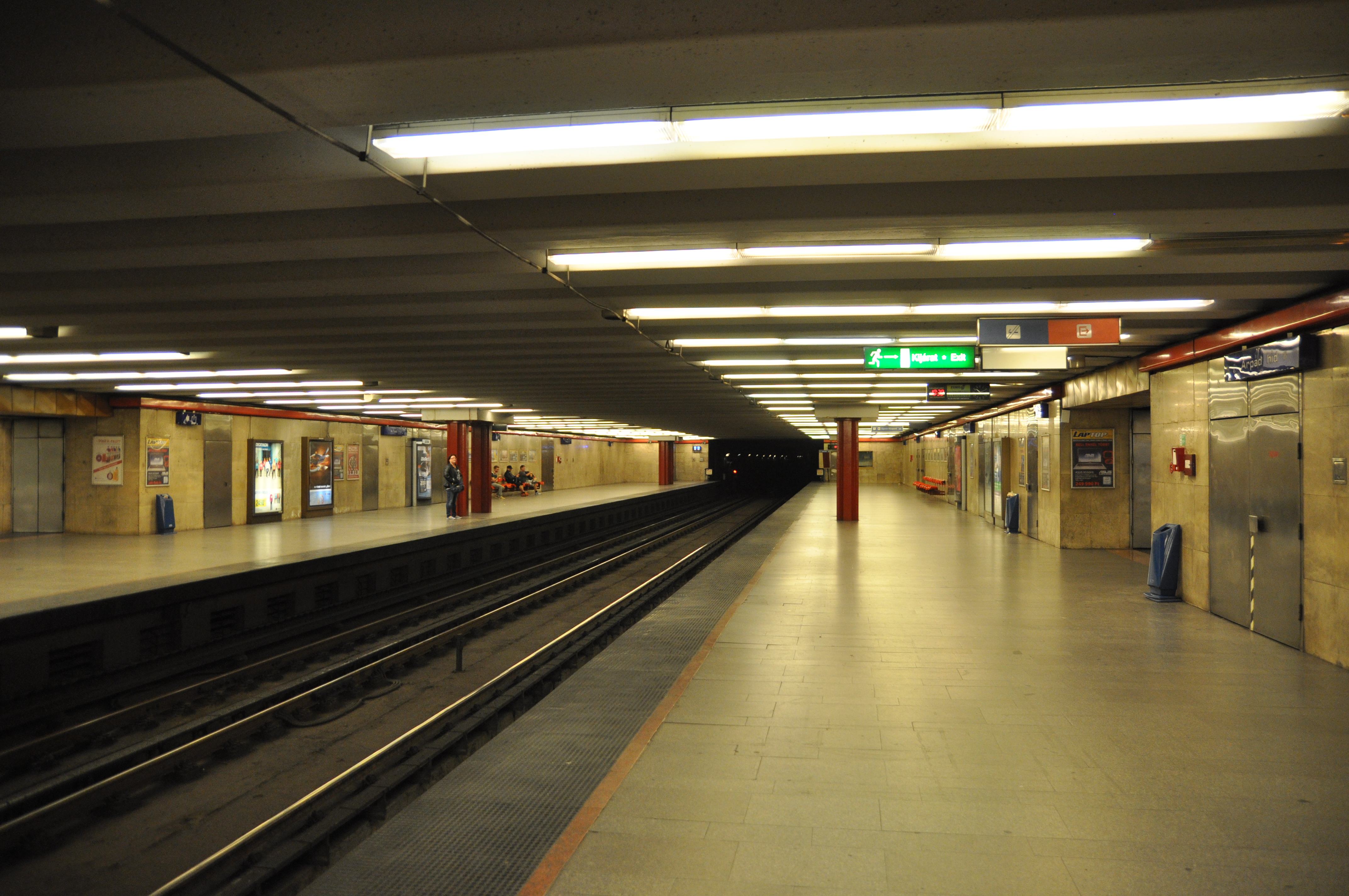
Göncz Árpád városközpont
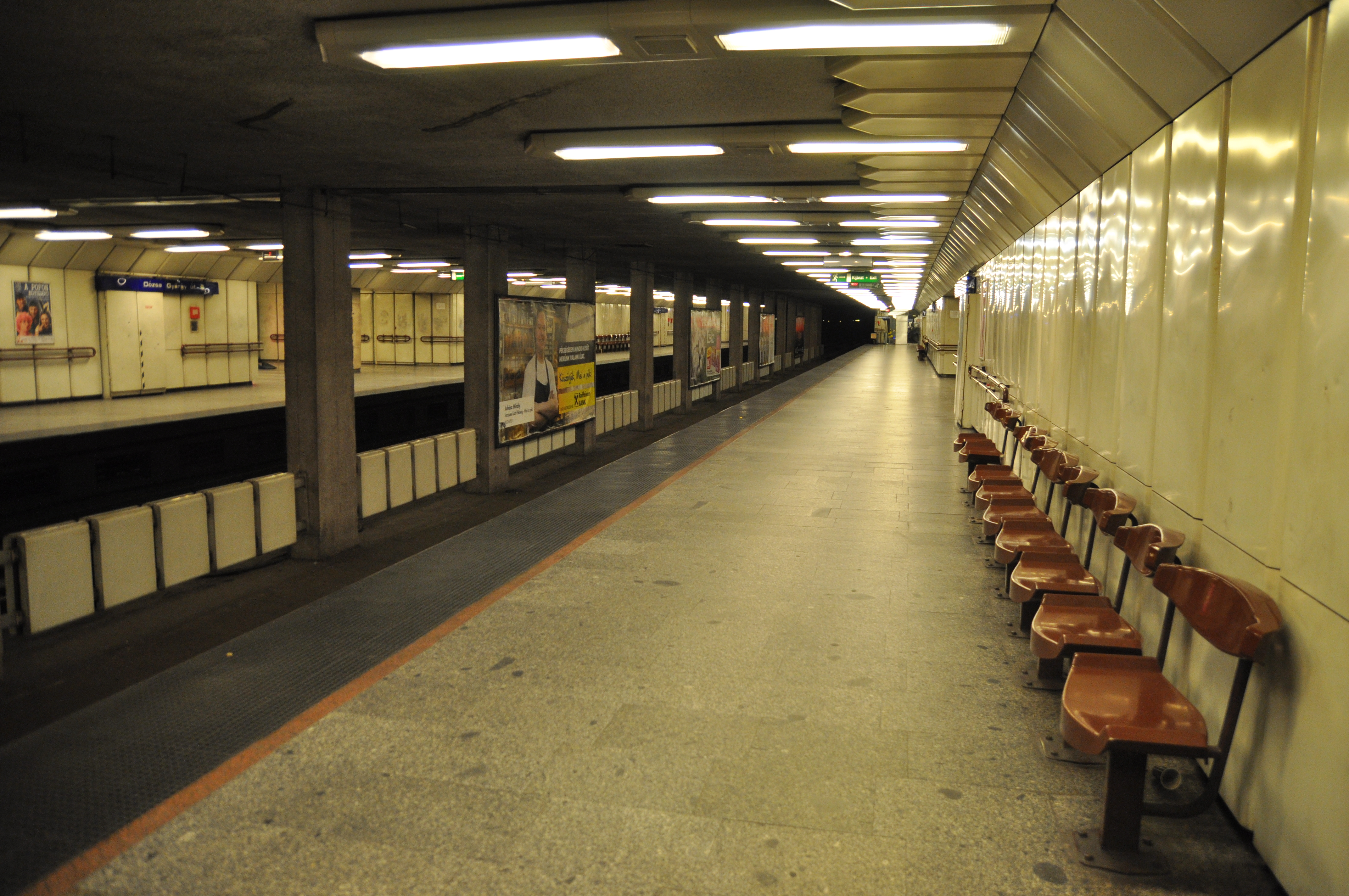
Dózsa György út
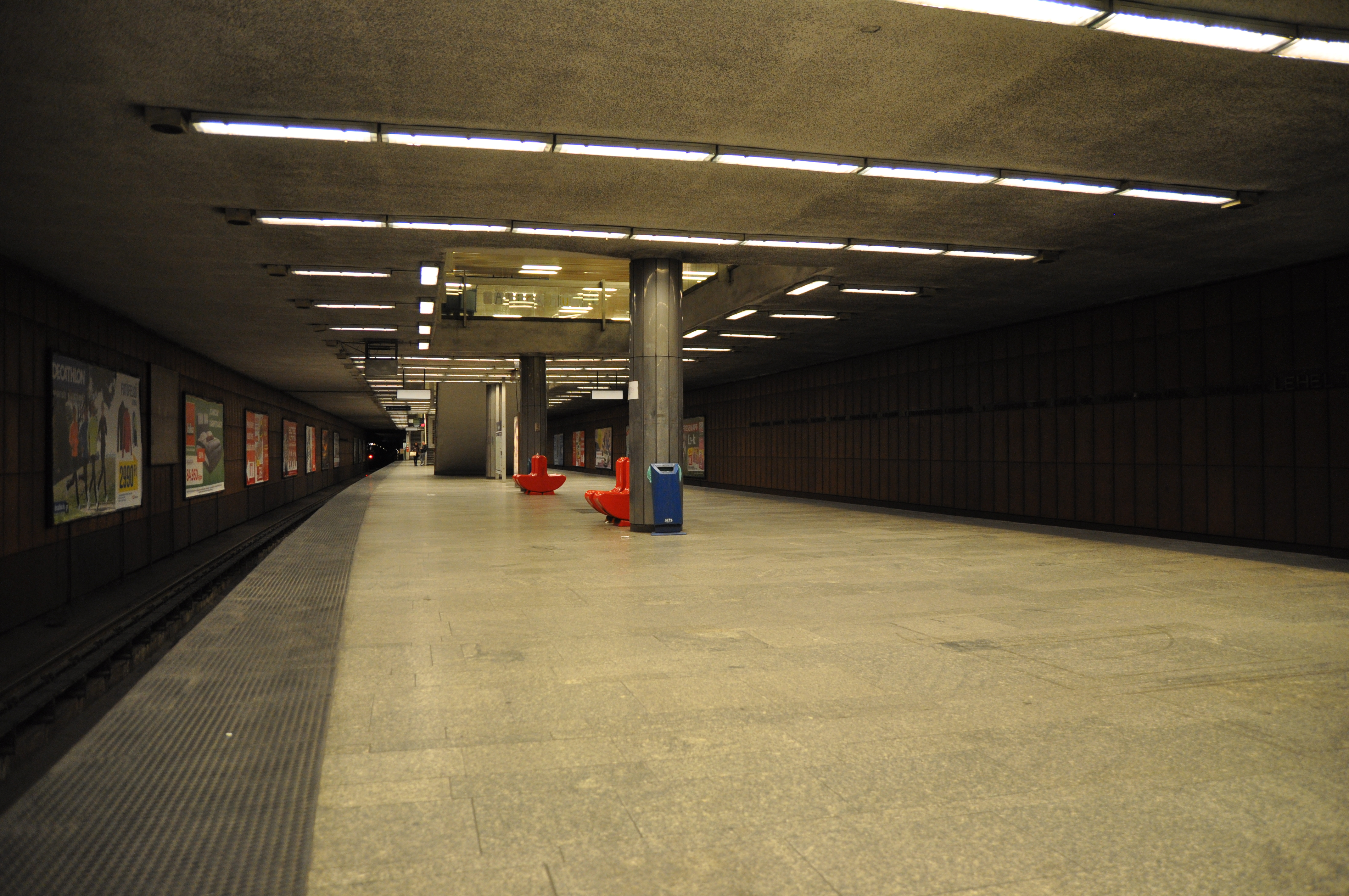
Lehel tér
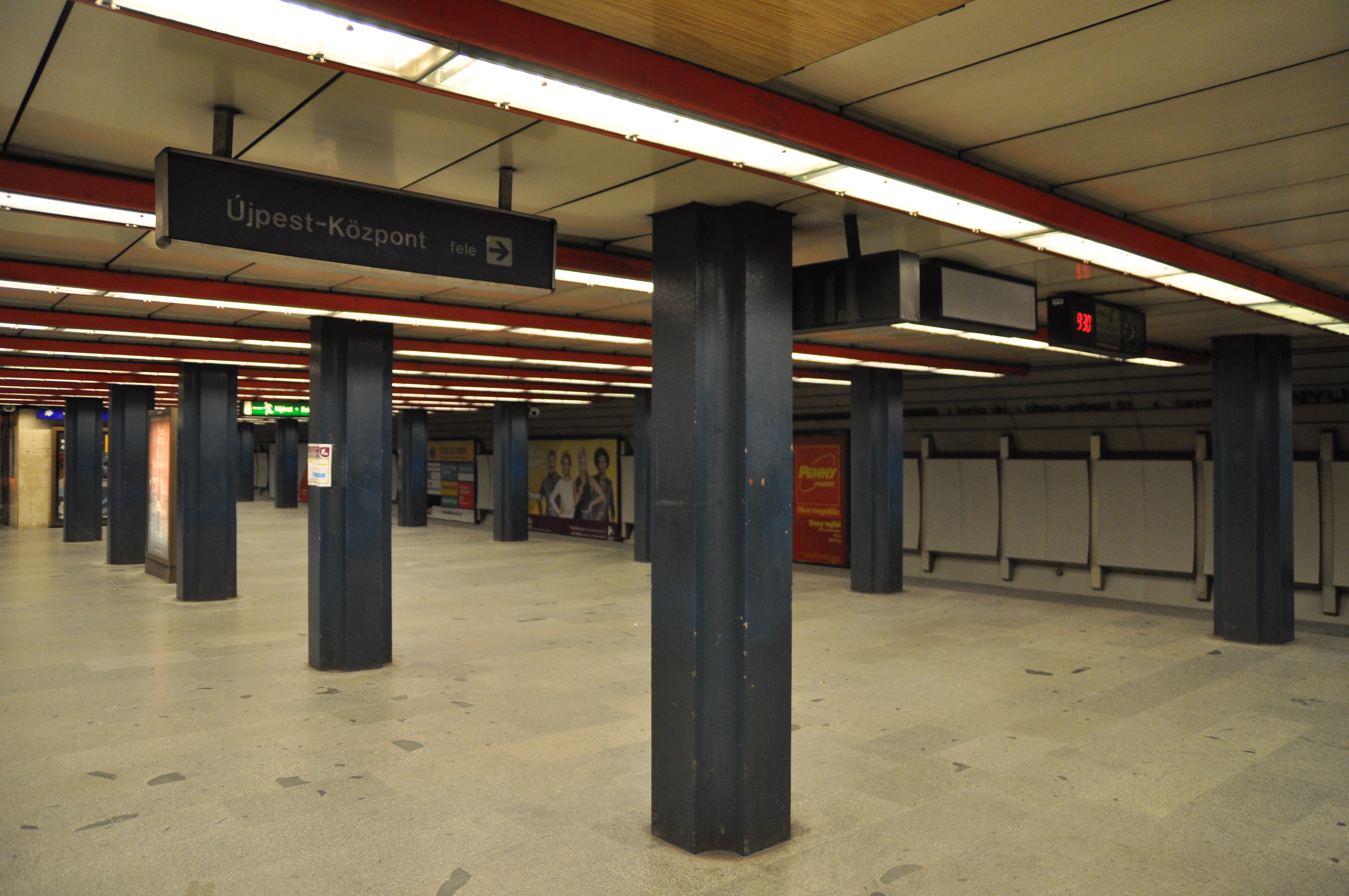
Nyugati pályaudvar
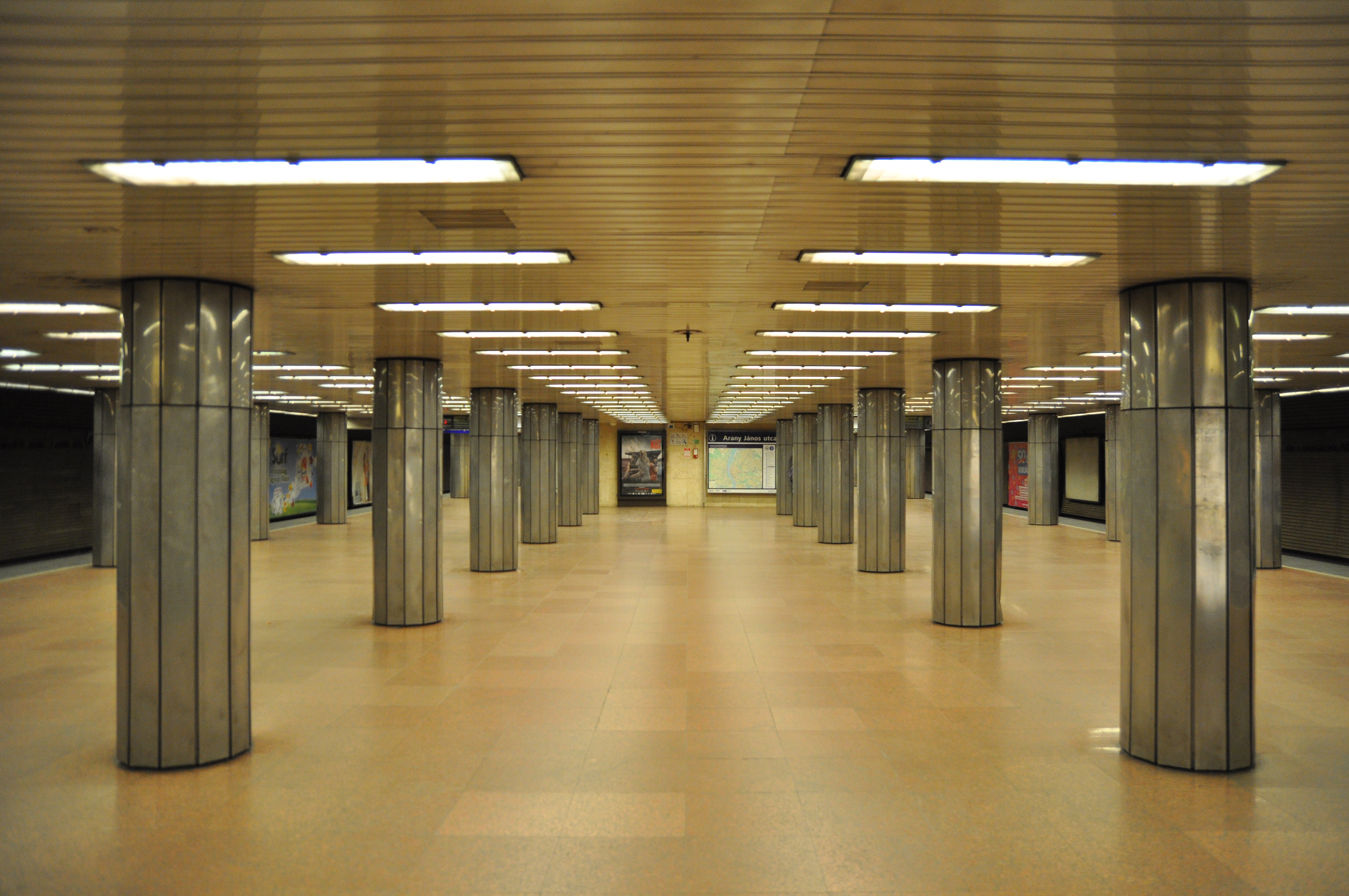
Arany János utca
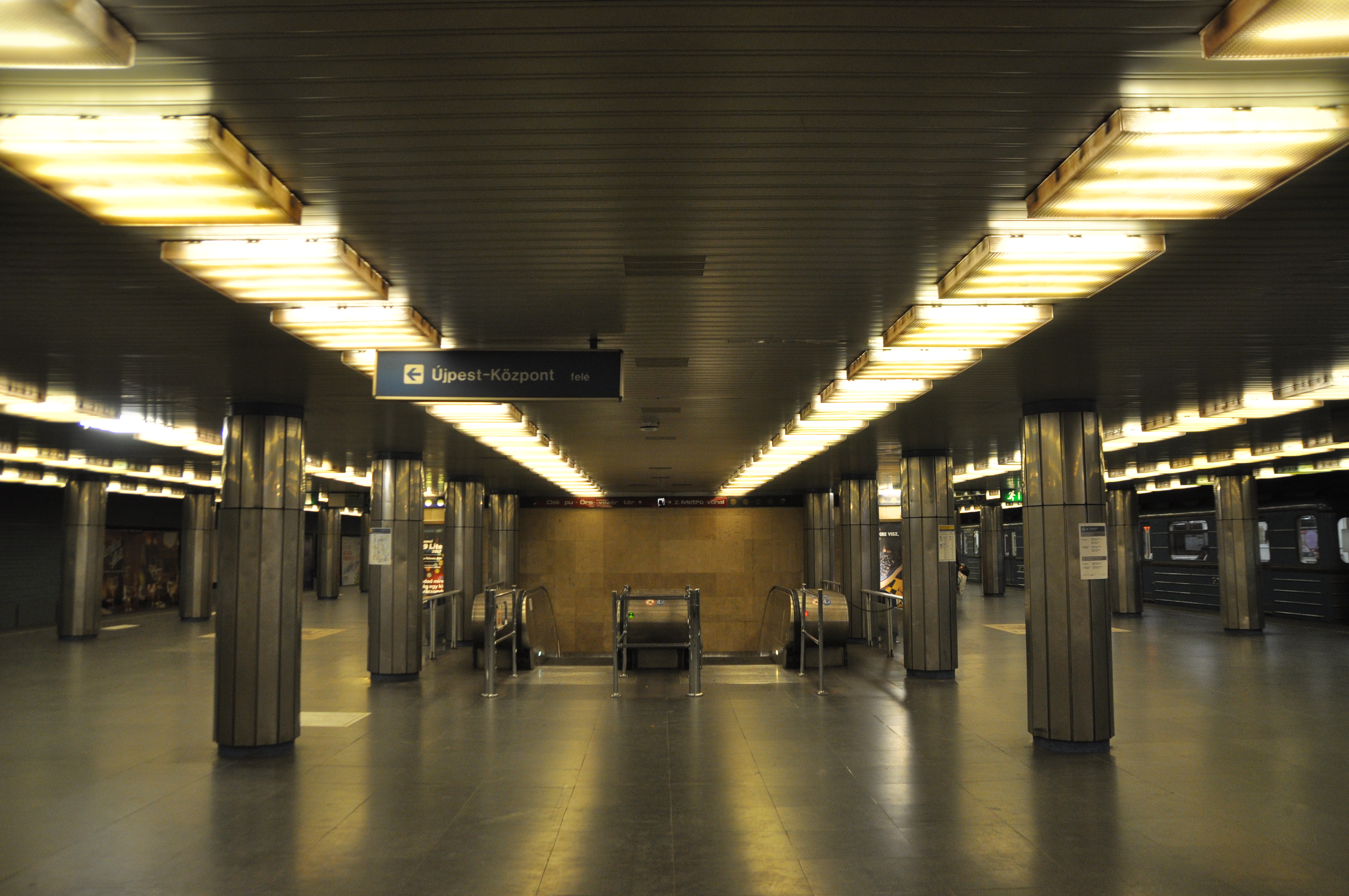
Deák Ferenc tér
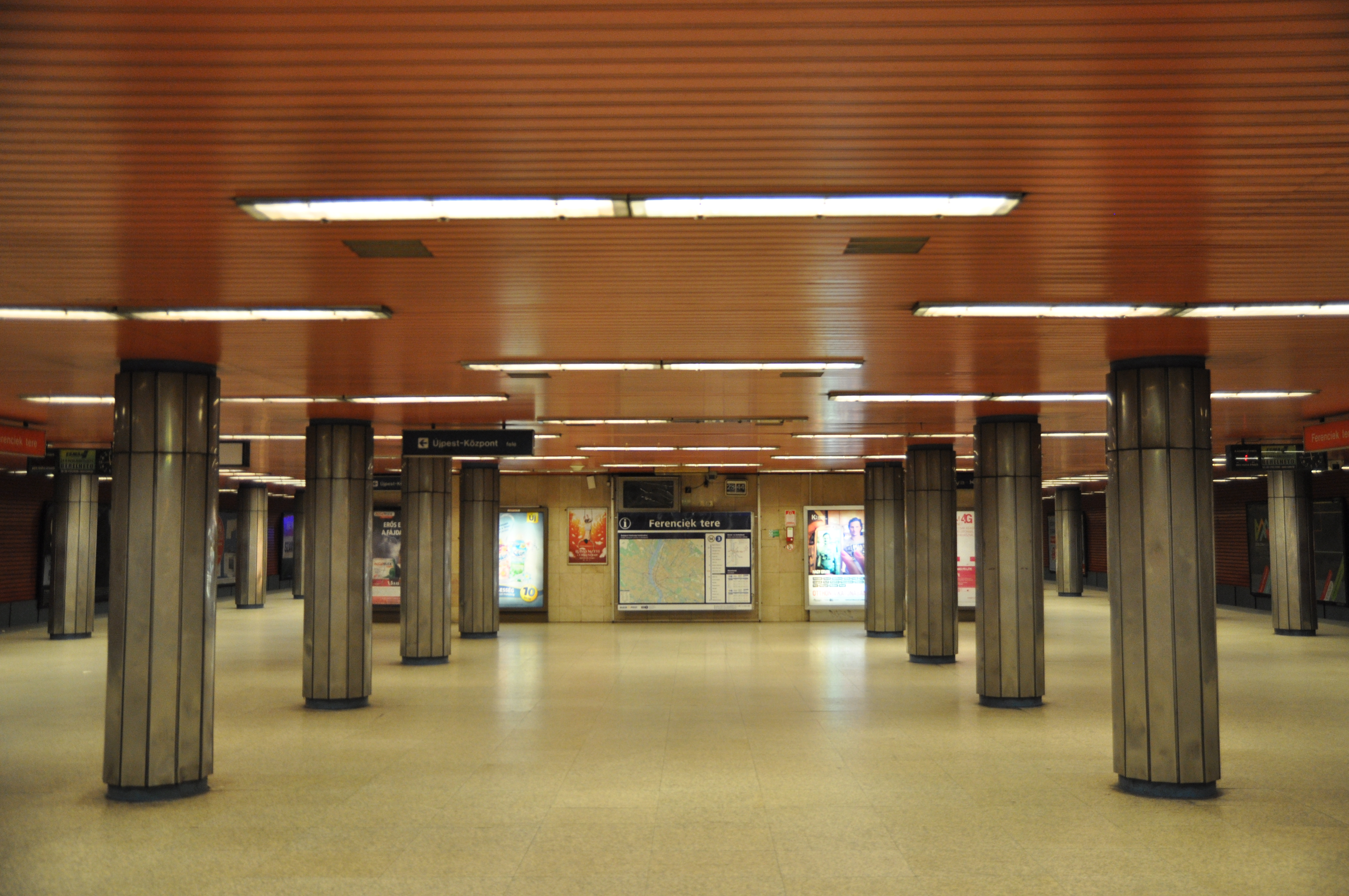
Ferenciek tere
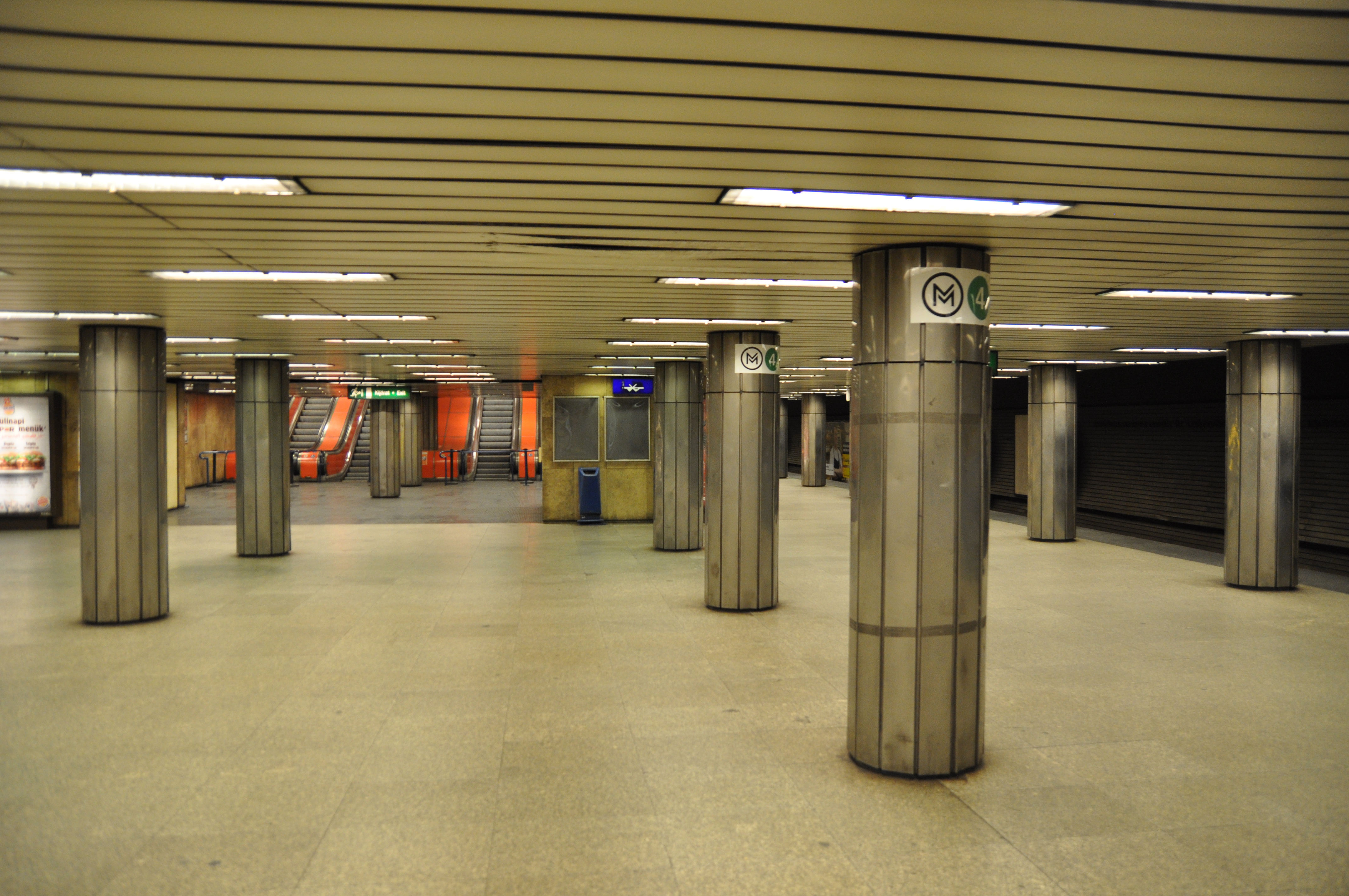
Kálvin tér
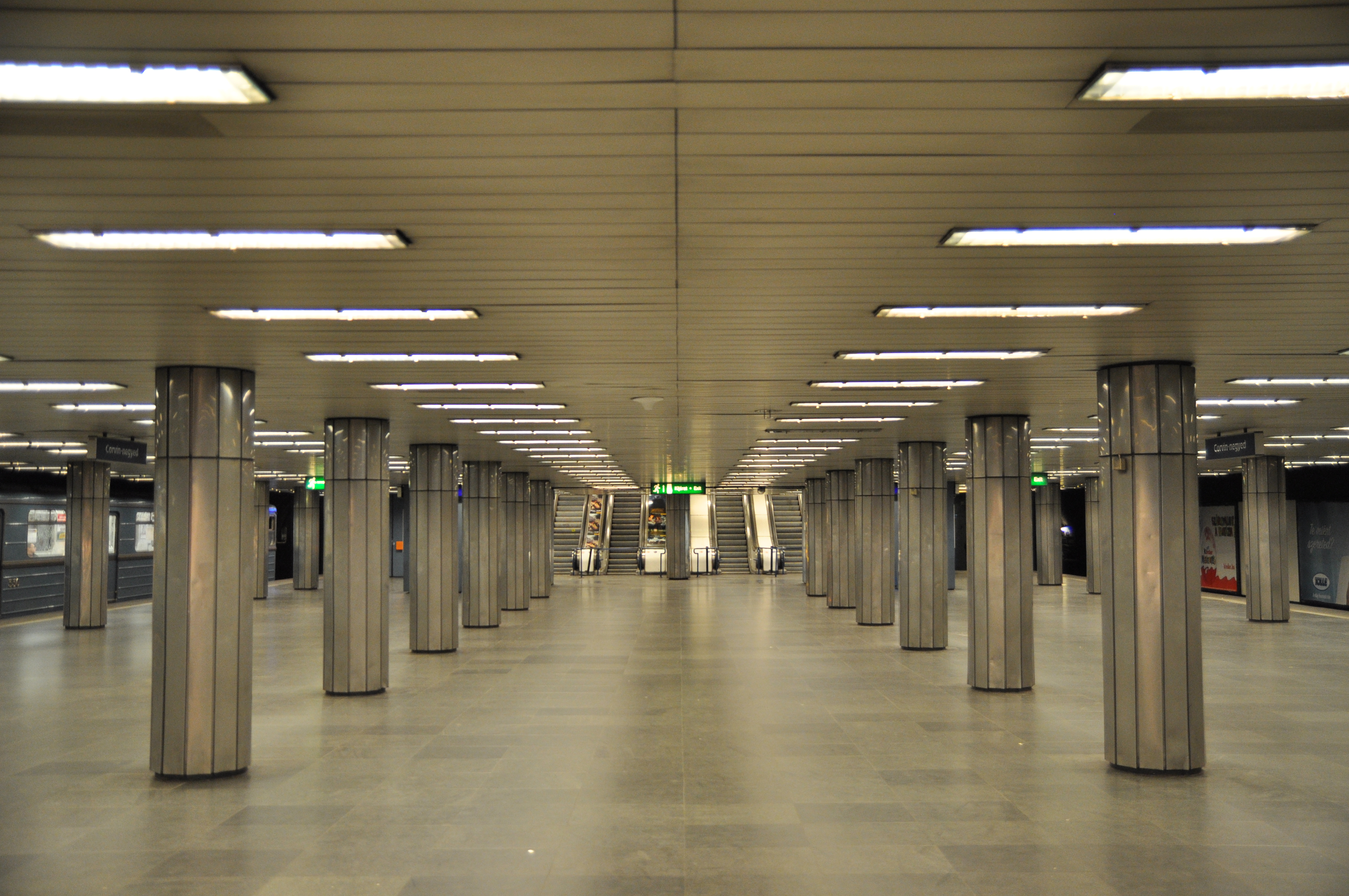
Corvin-negyed
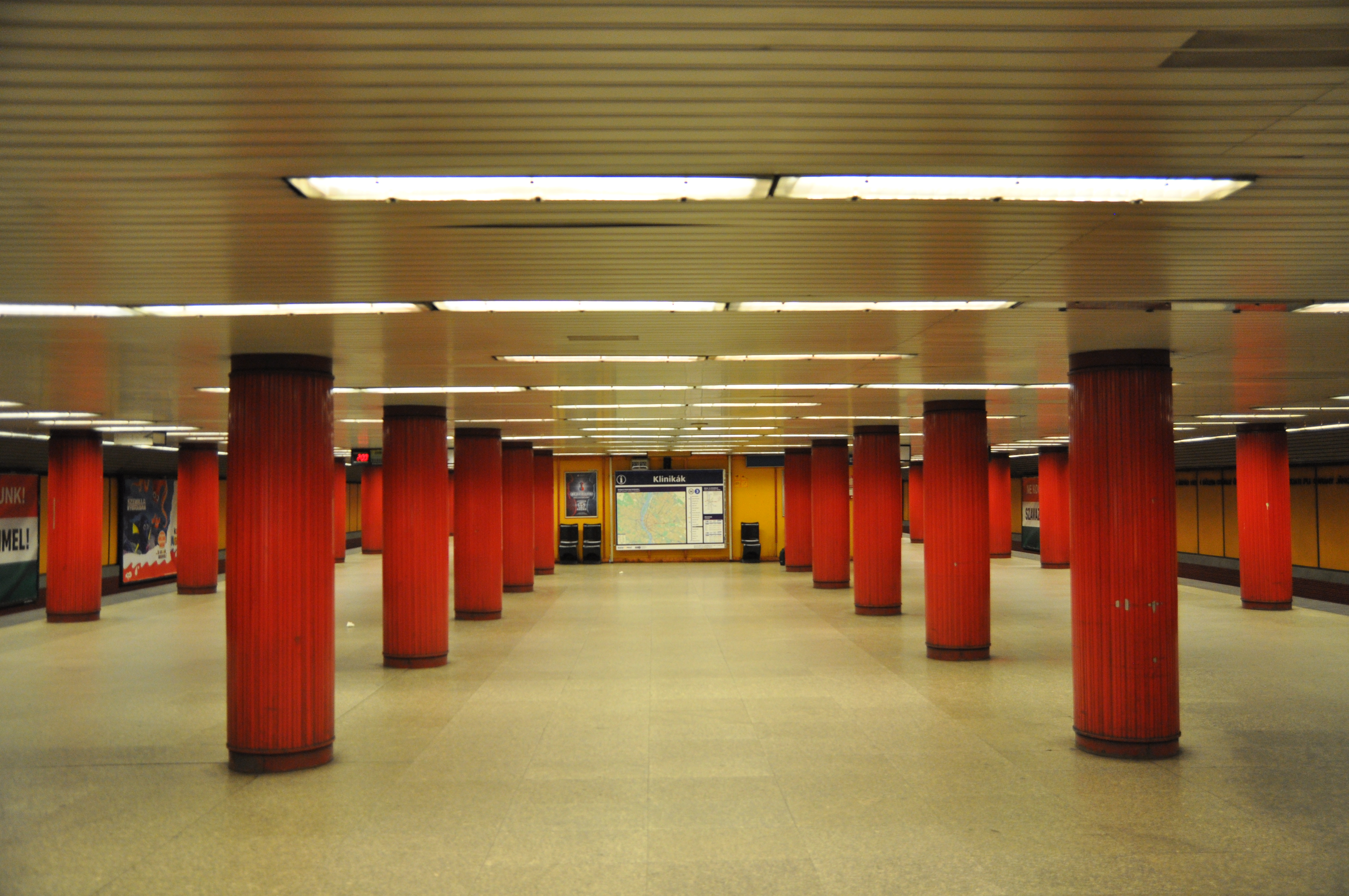
Semmelweis Klinikák
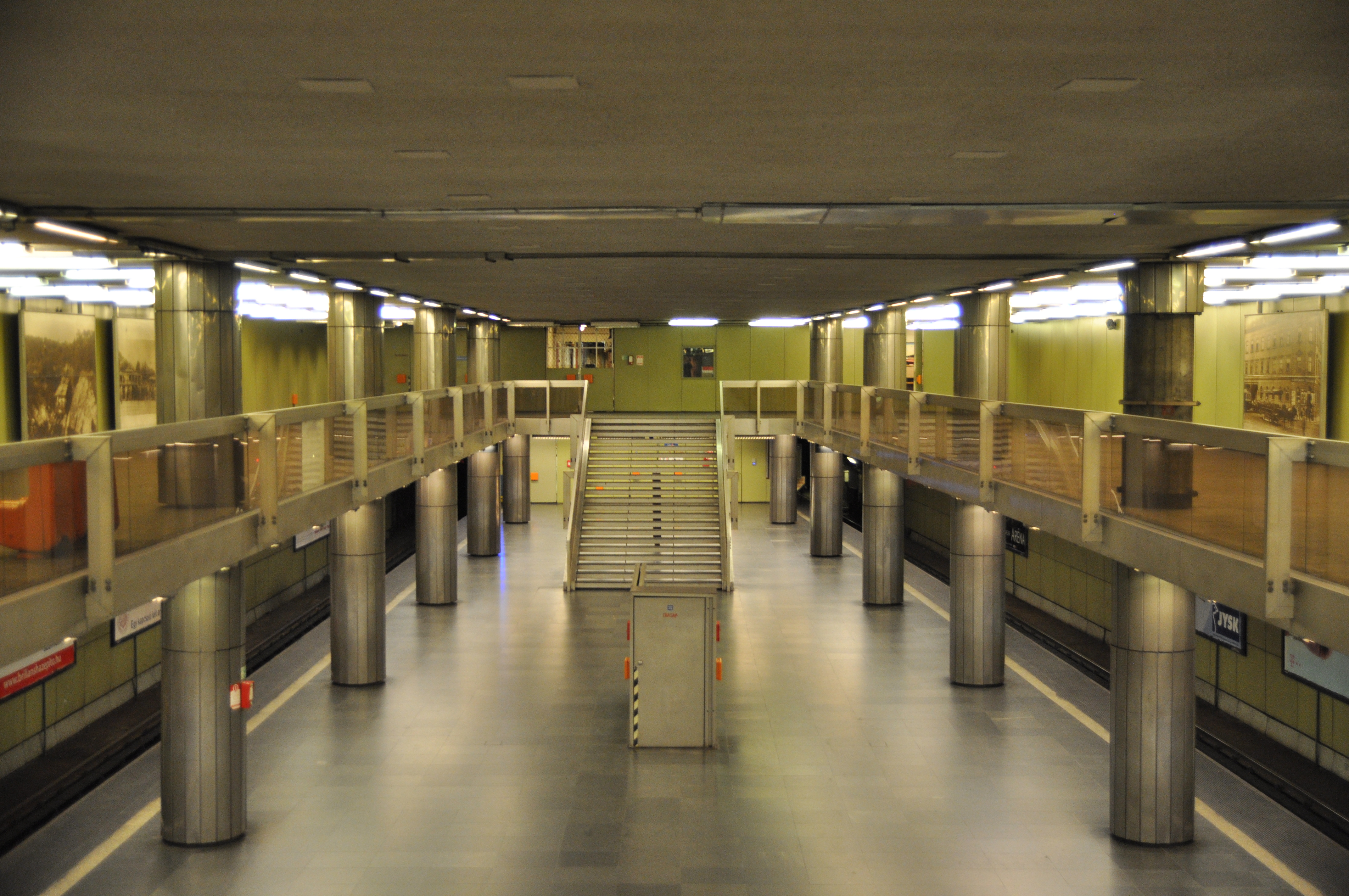
Nagyvárad tér
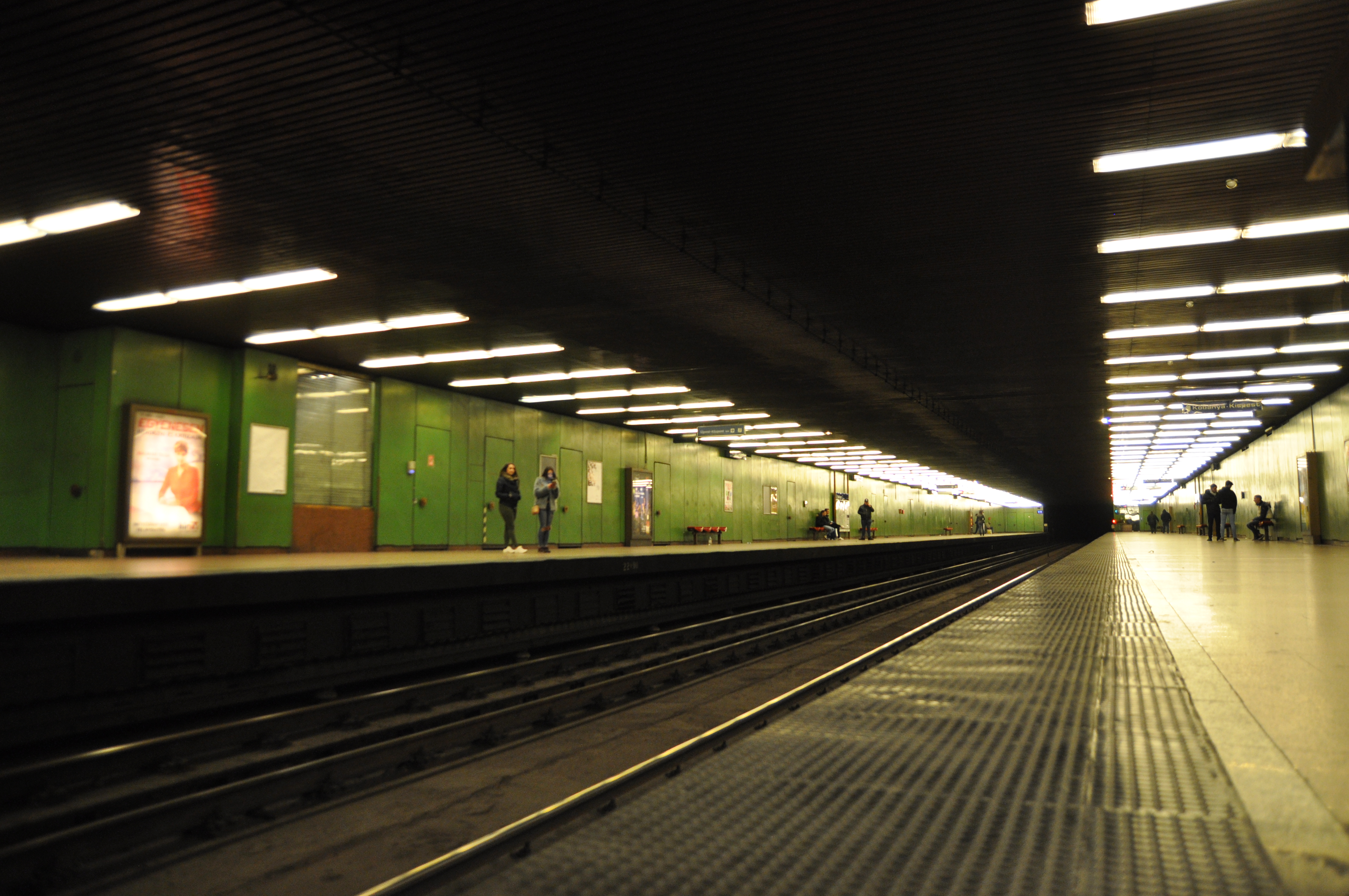
Népliget
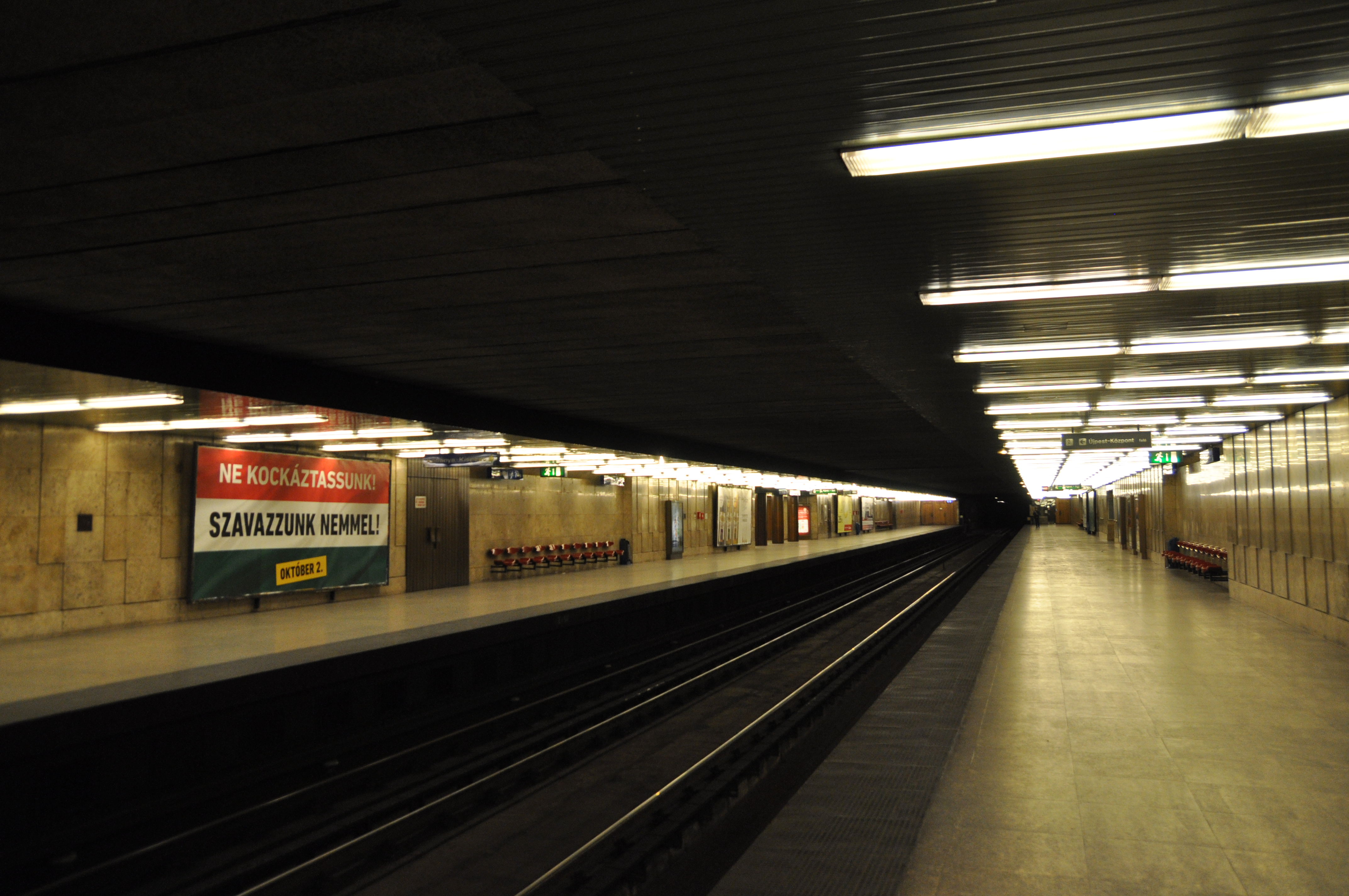
Ecseri út
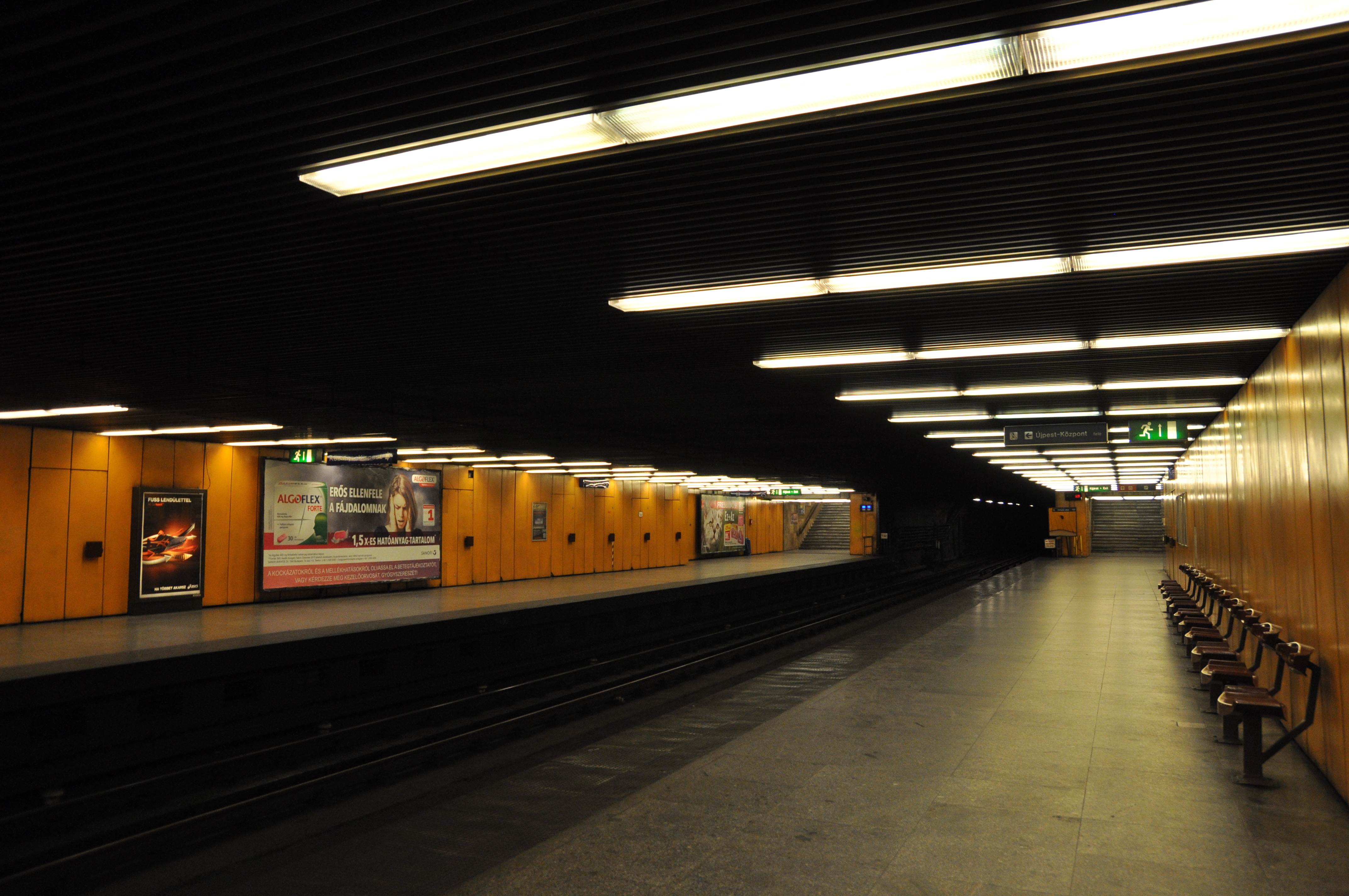
Pöttyös utca
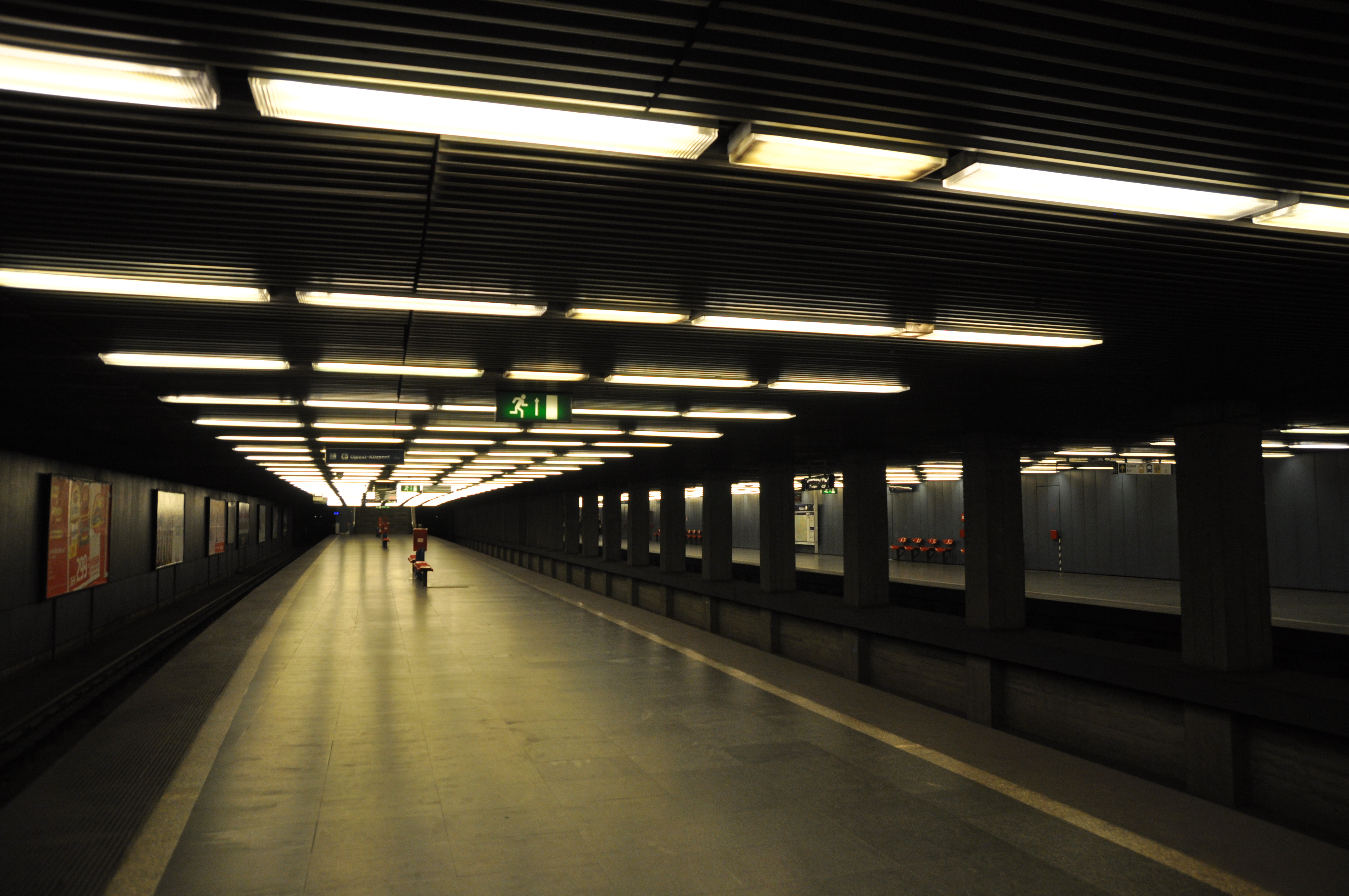
Határ út
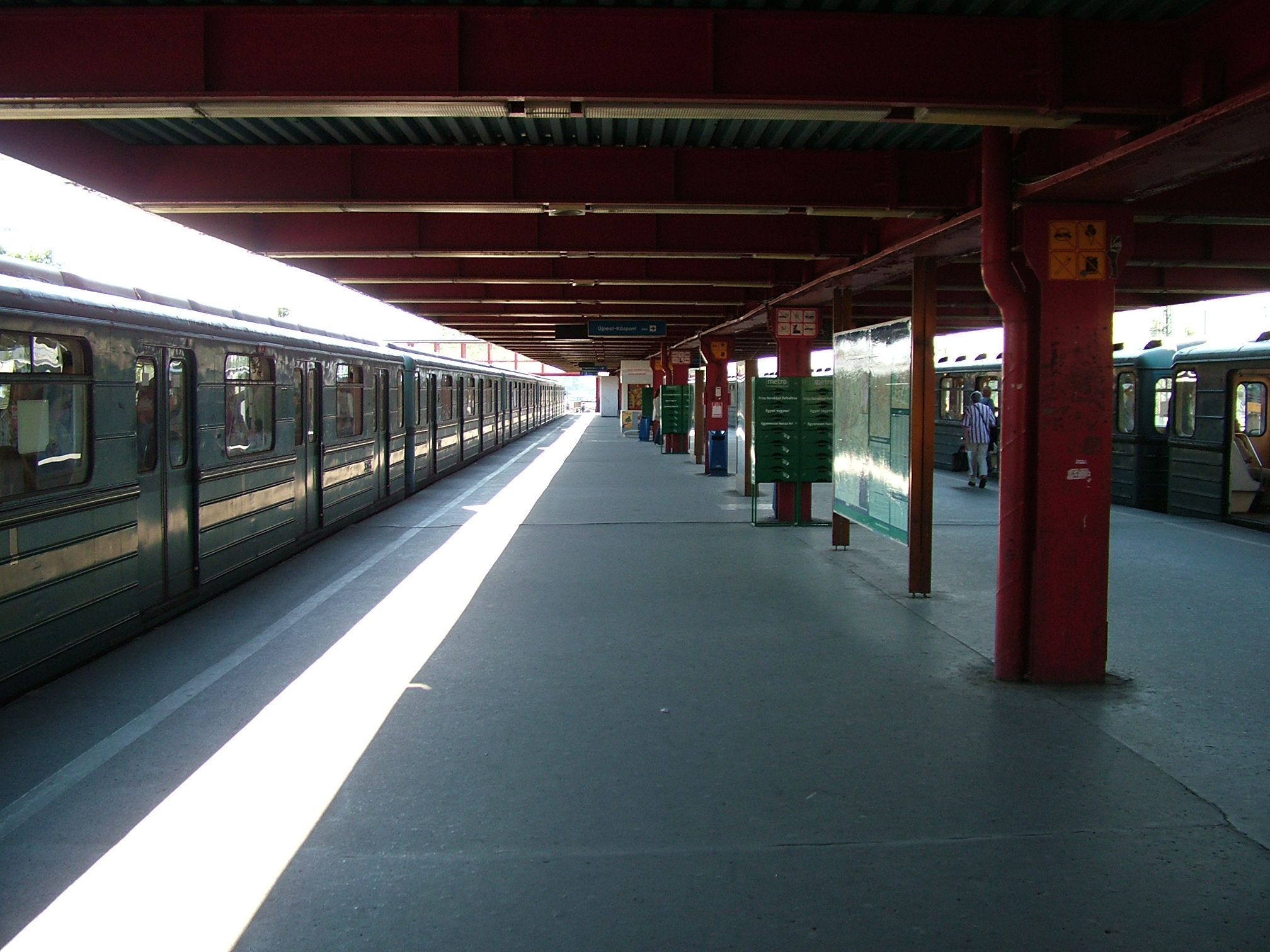
Kőbánya-Kispest

## Galéria az M3-as metróvonal állomásairól a felújítás után

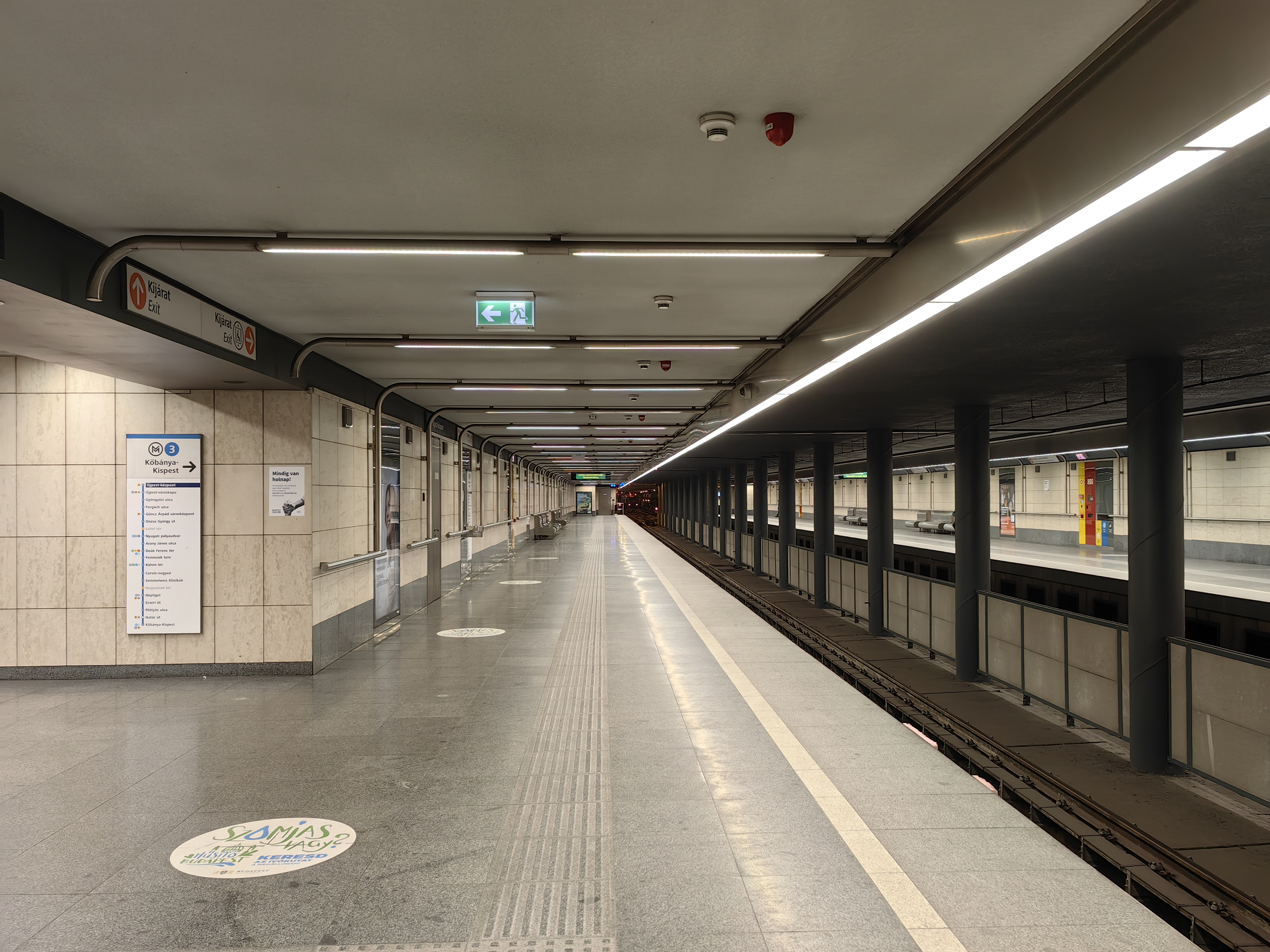
Újpest-központ
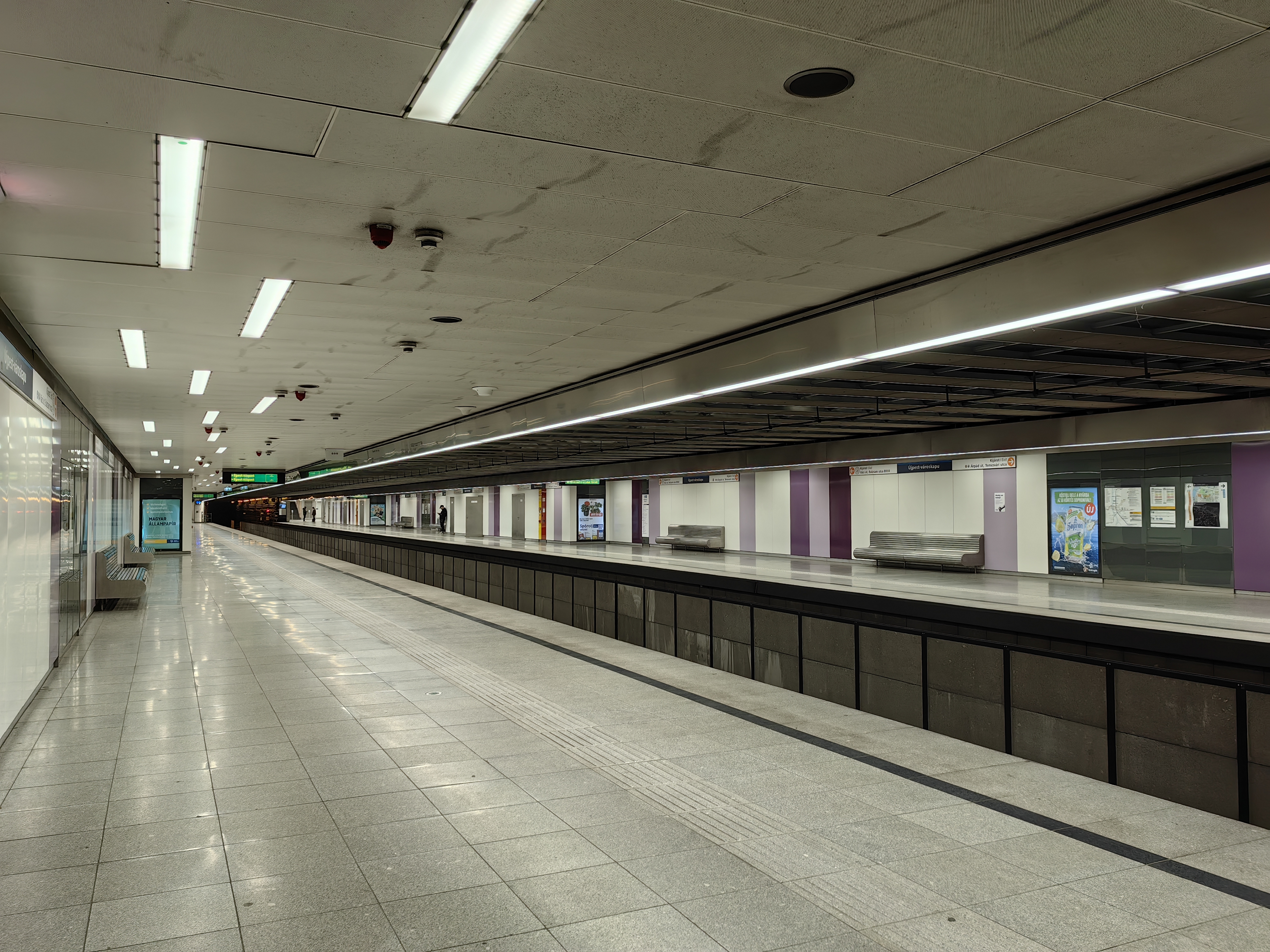
Újpest-városkapu
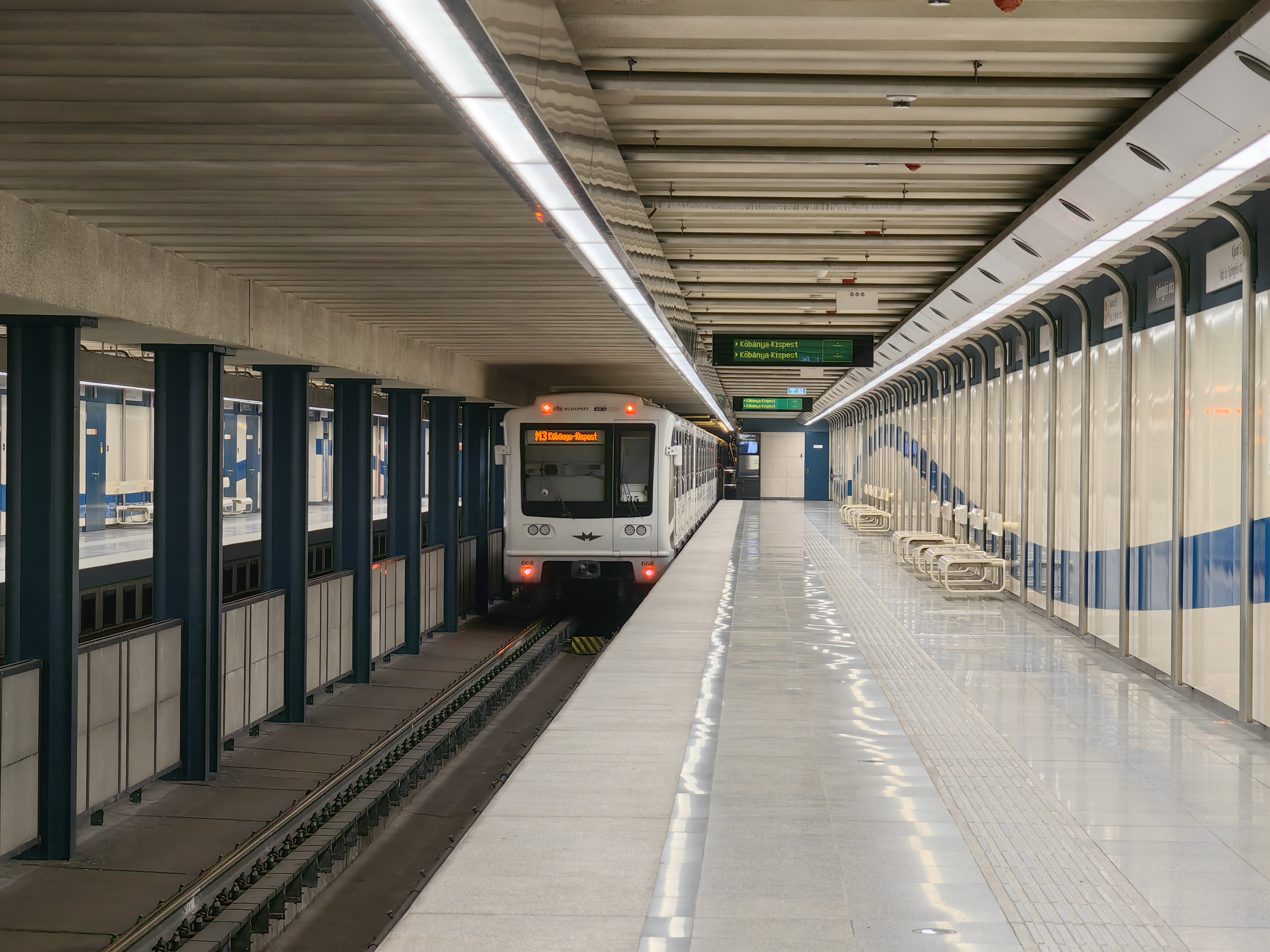
Gyöngyösi utca
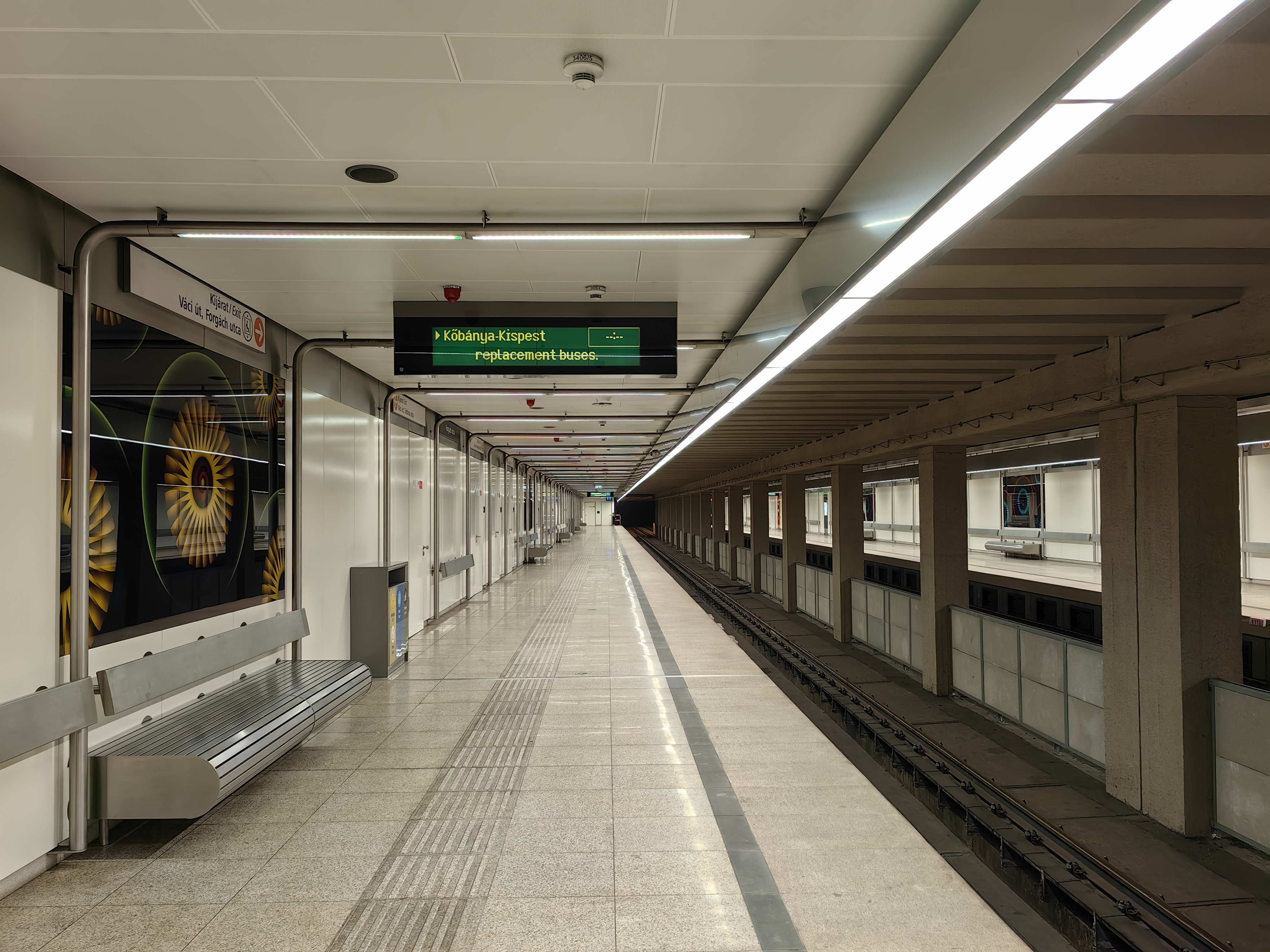
Forgách utca
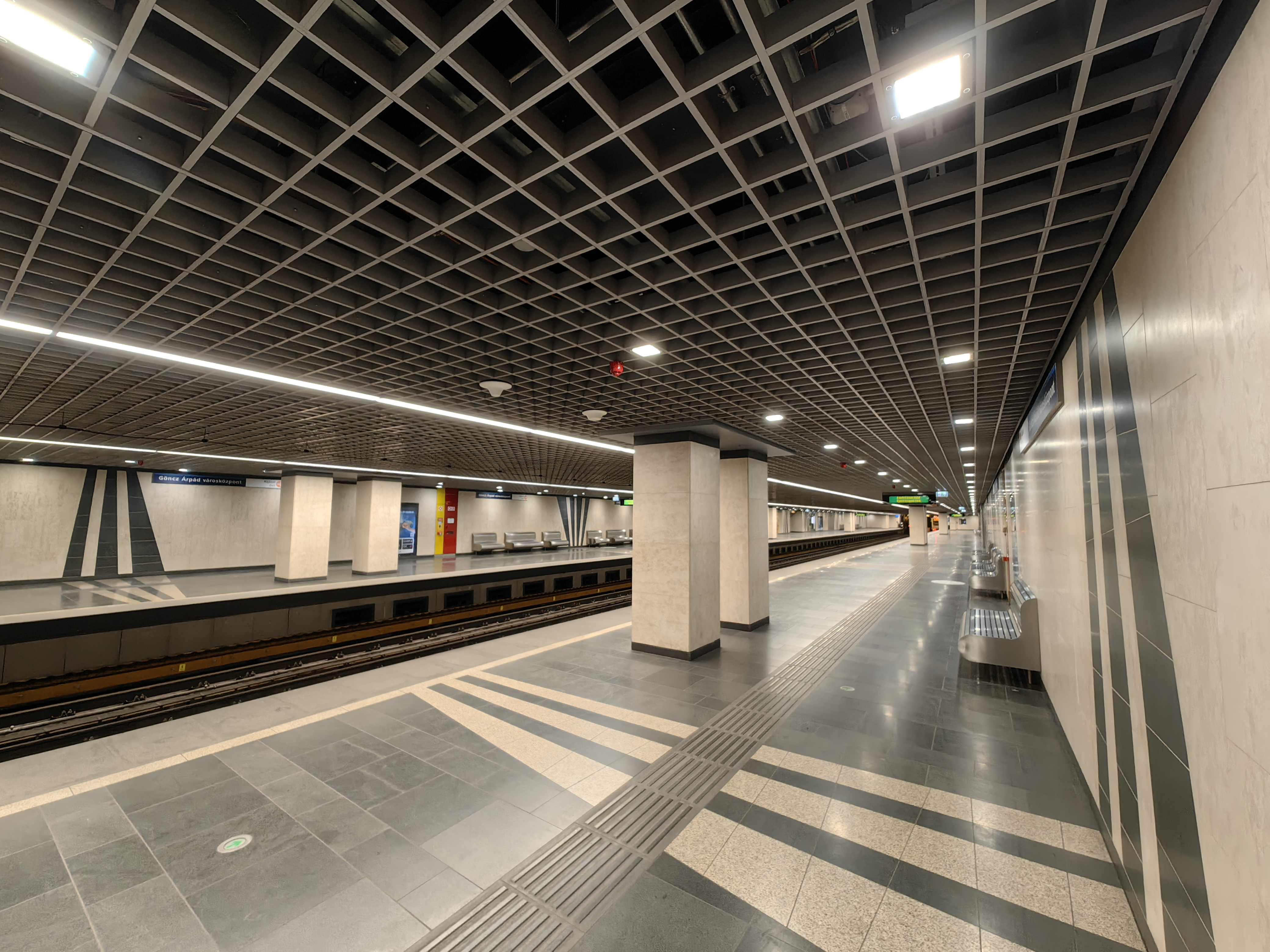
Göncz Árpád városközpont
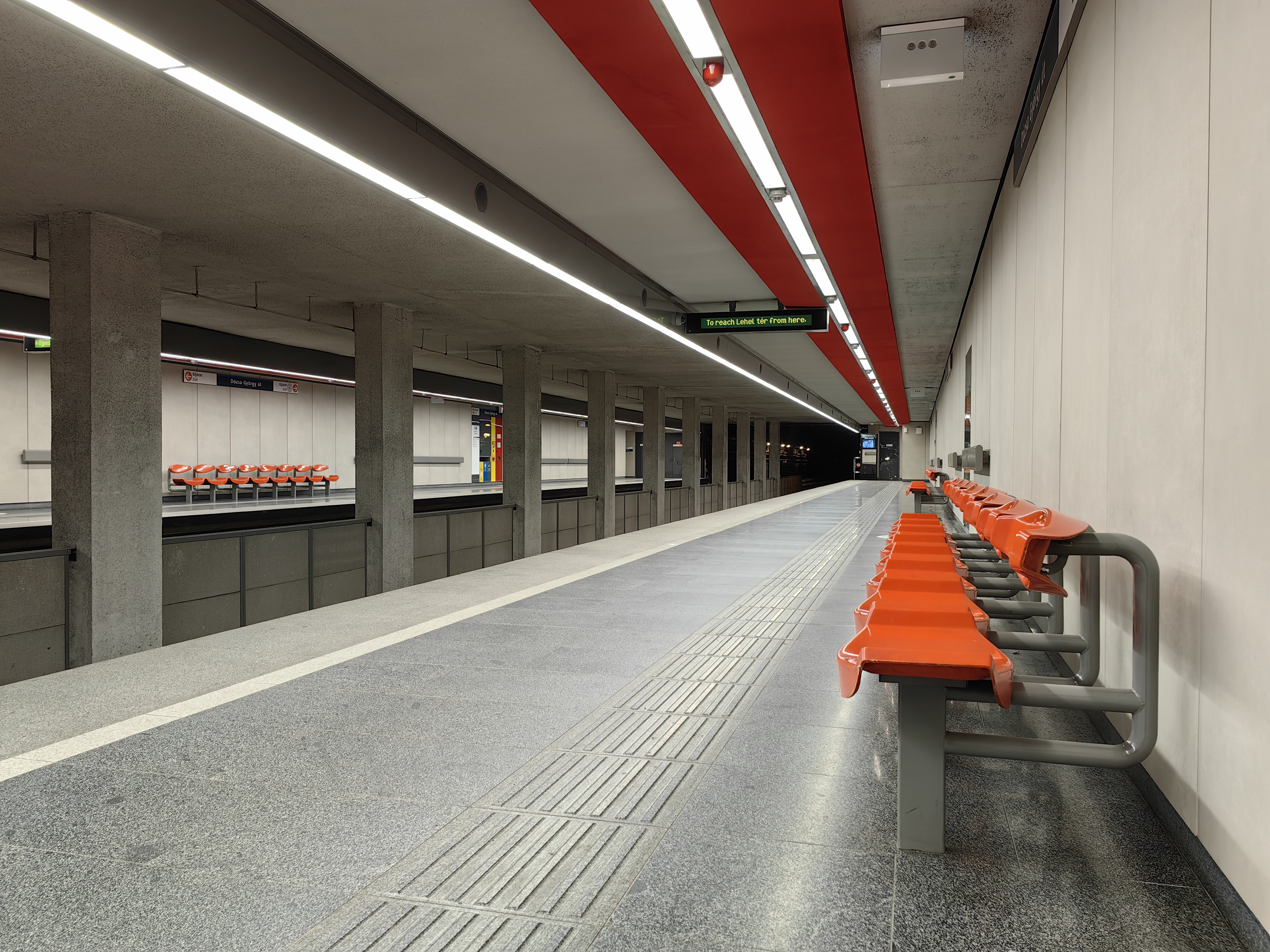
Dózsa György út
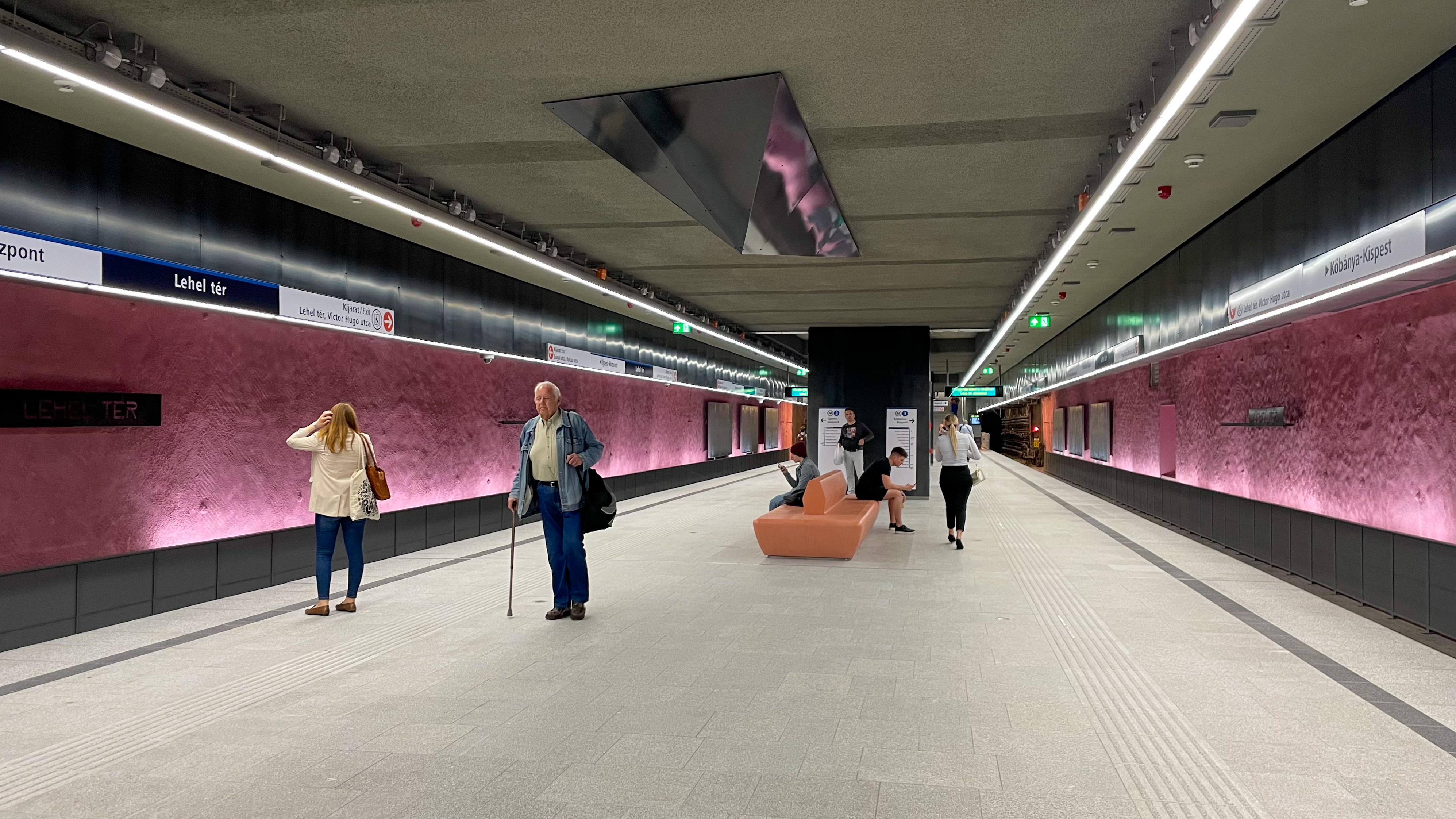
Lehel tér
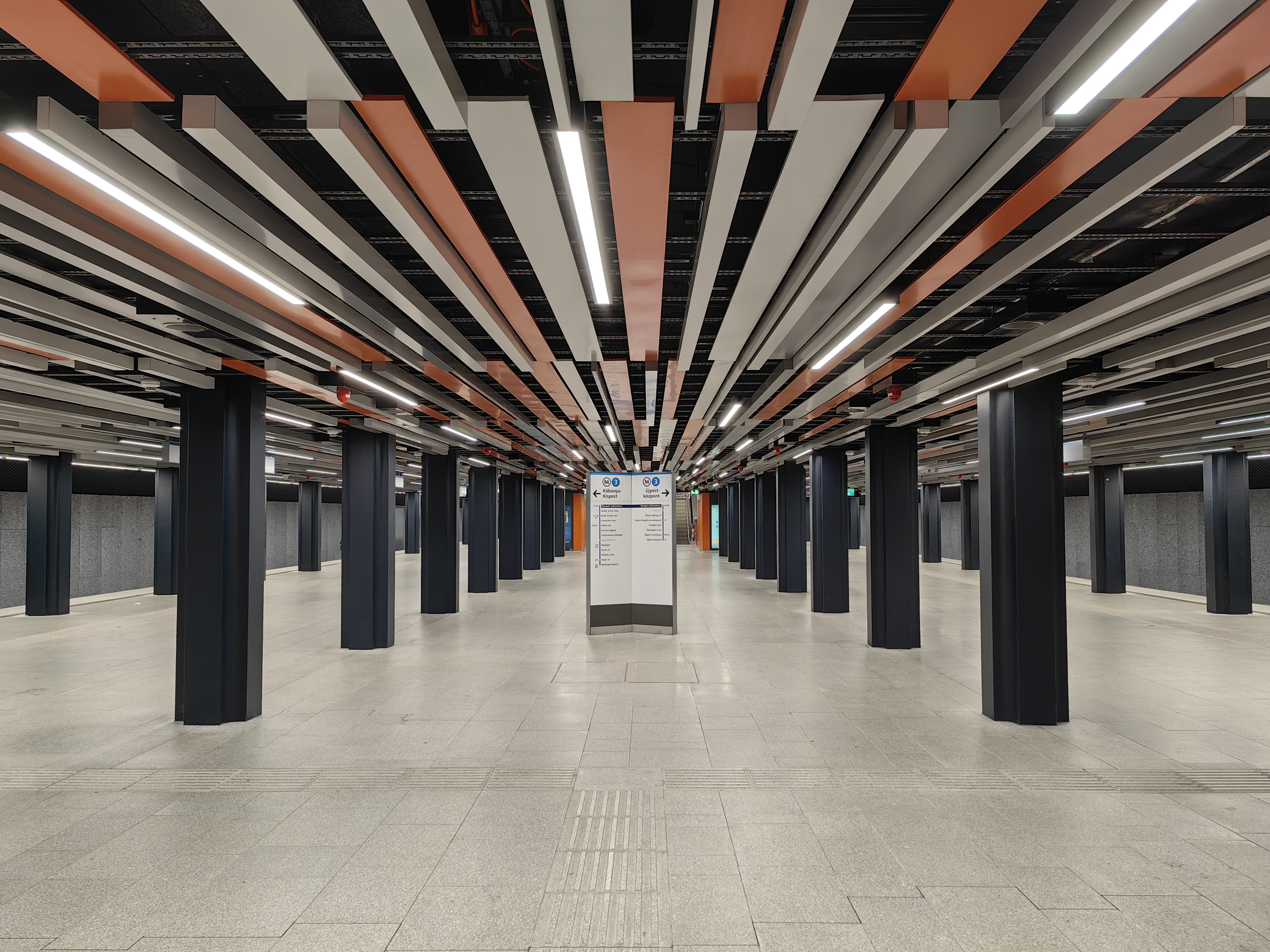
Nyugati pályaudvar
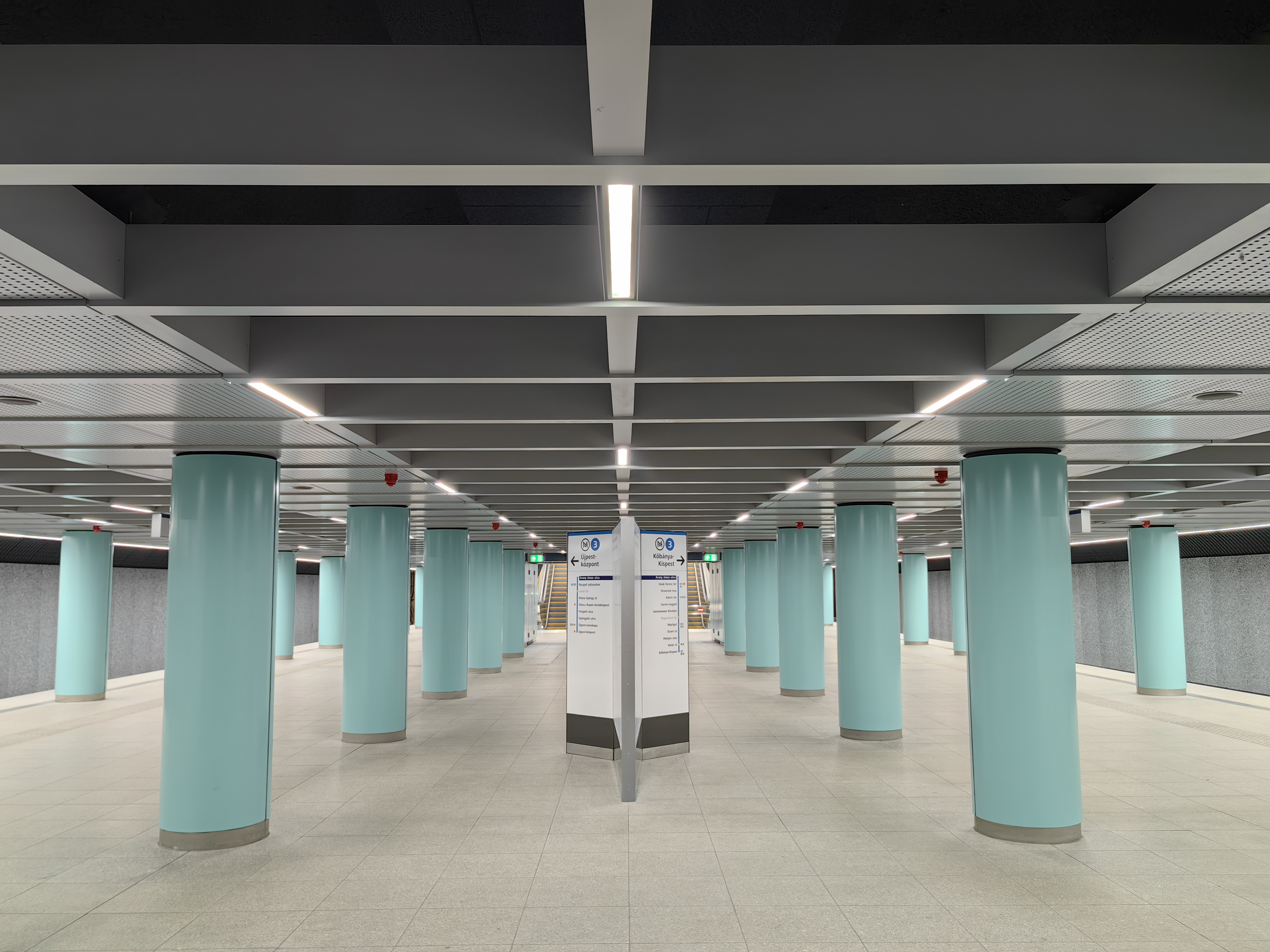
Arany János utca
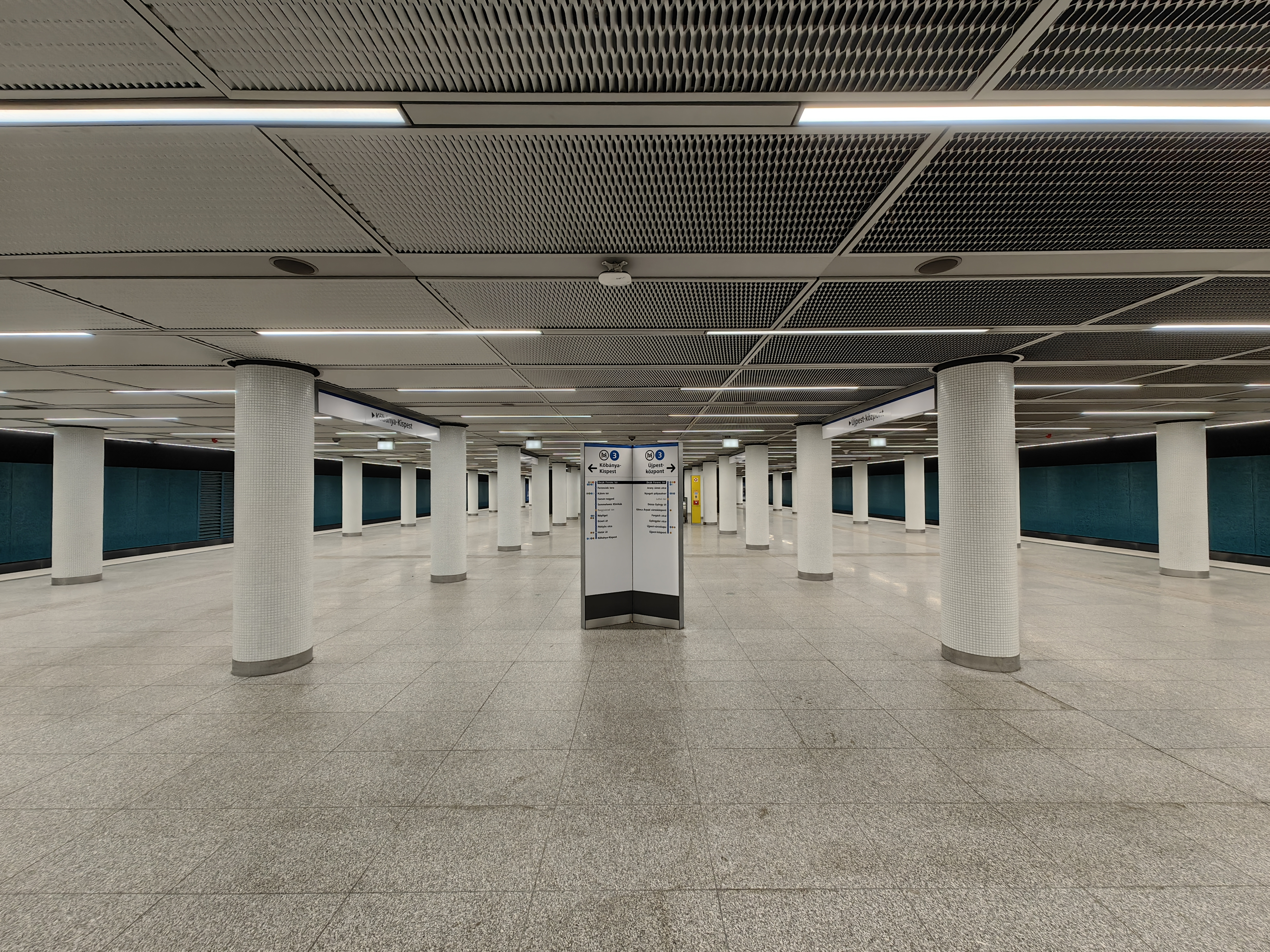
Deák Ferenc tér
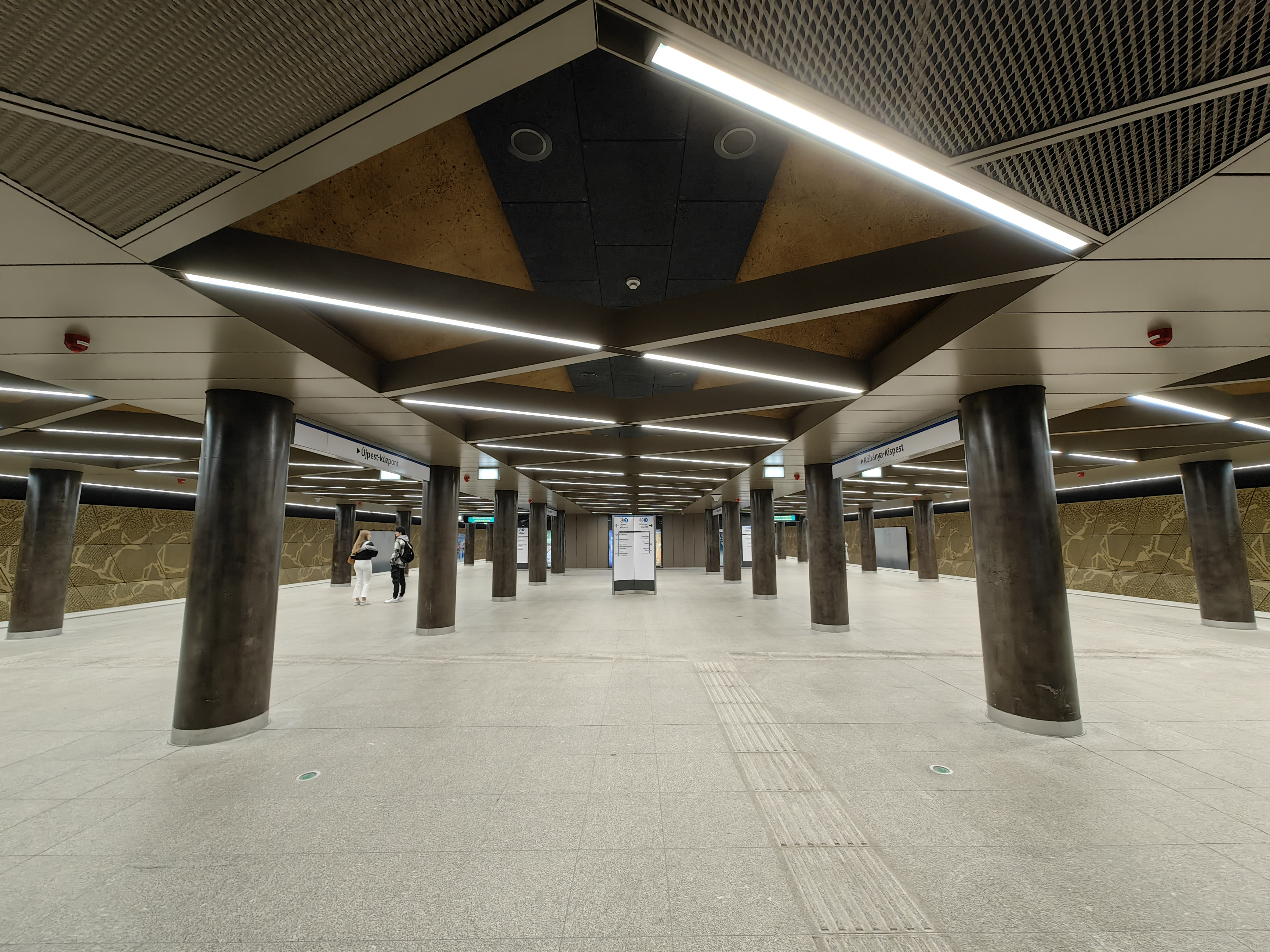
Ferenciek tere
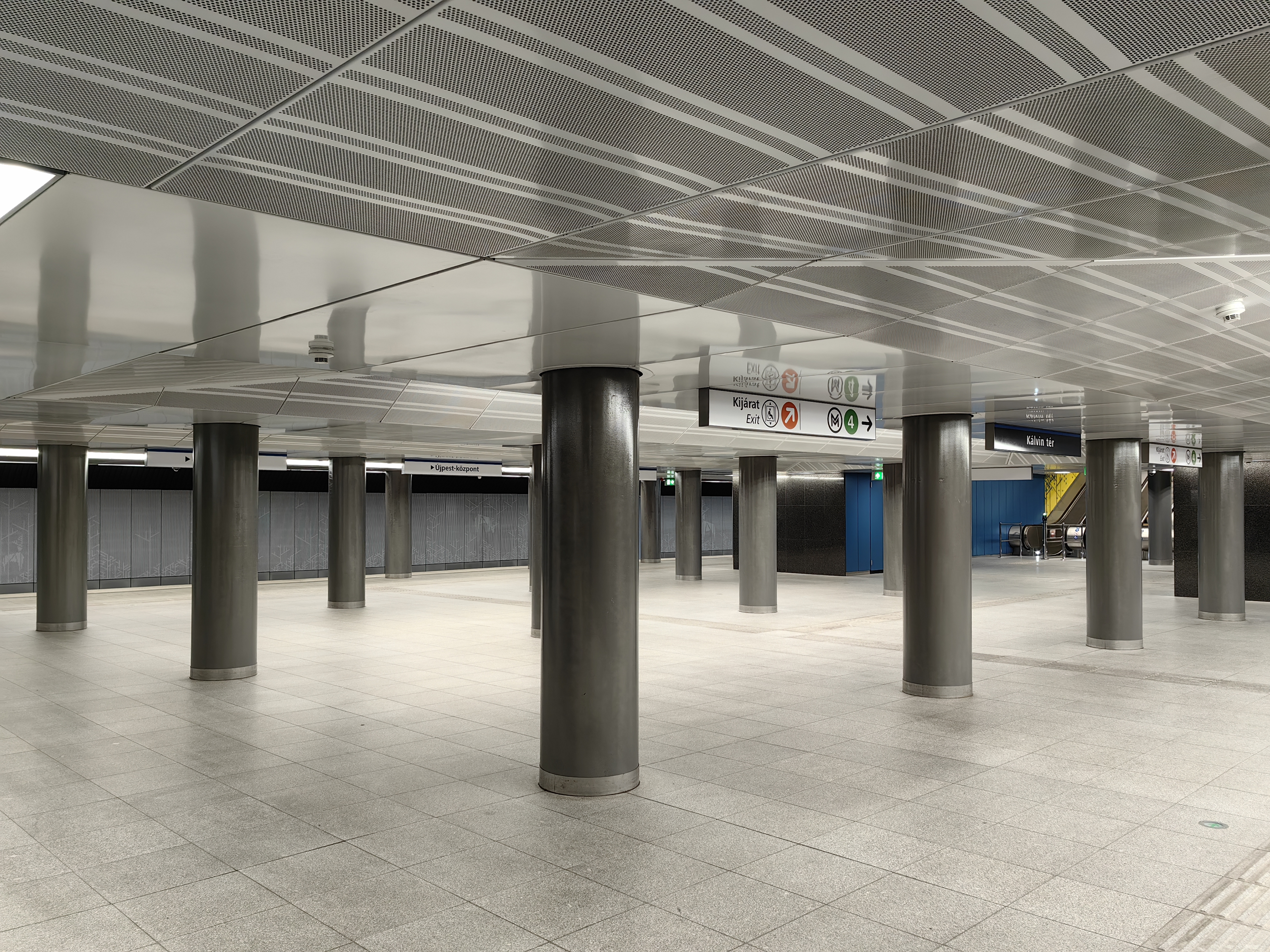
Kálvin tér
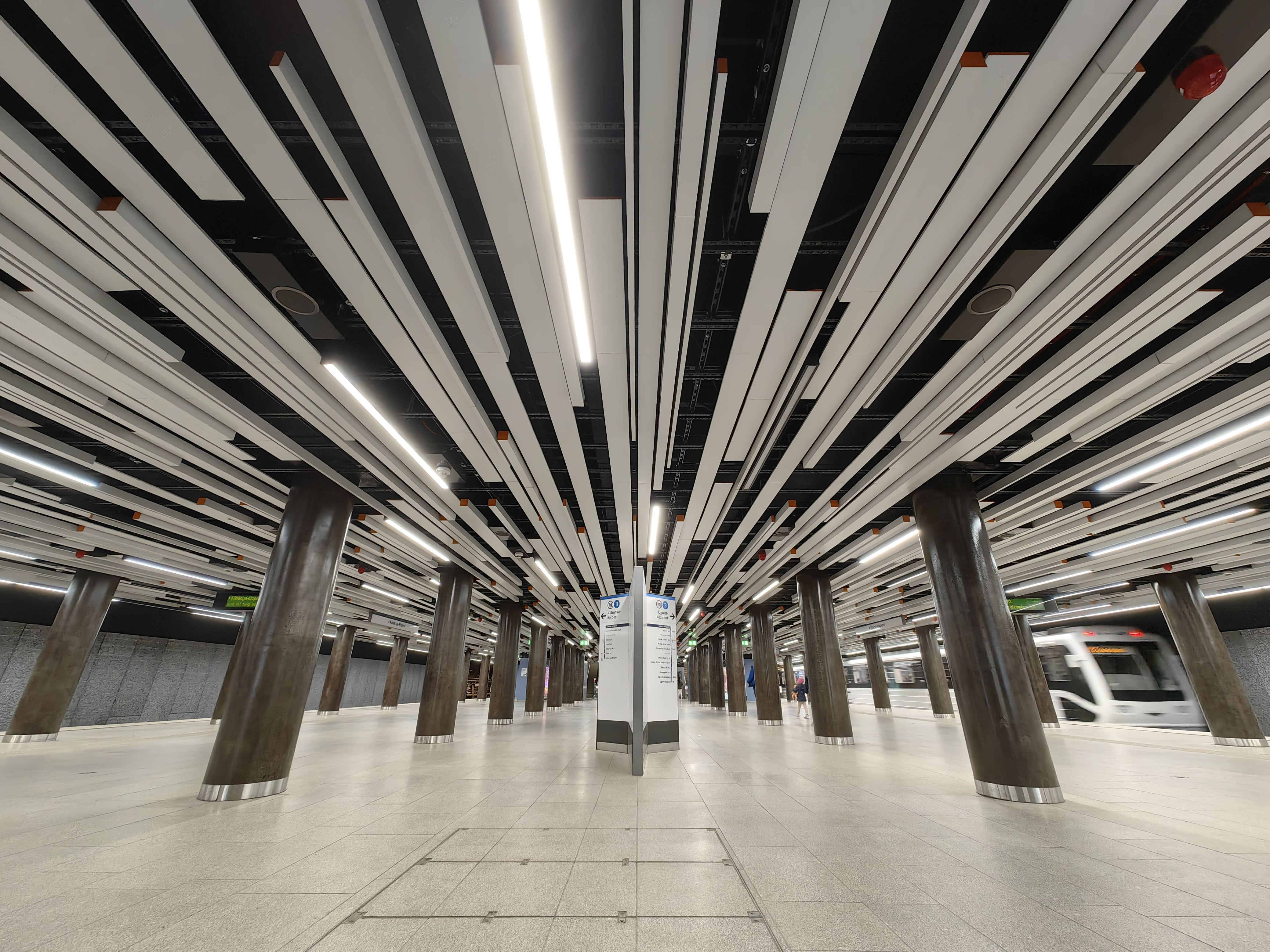
Corvin-negyed
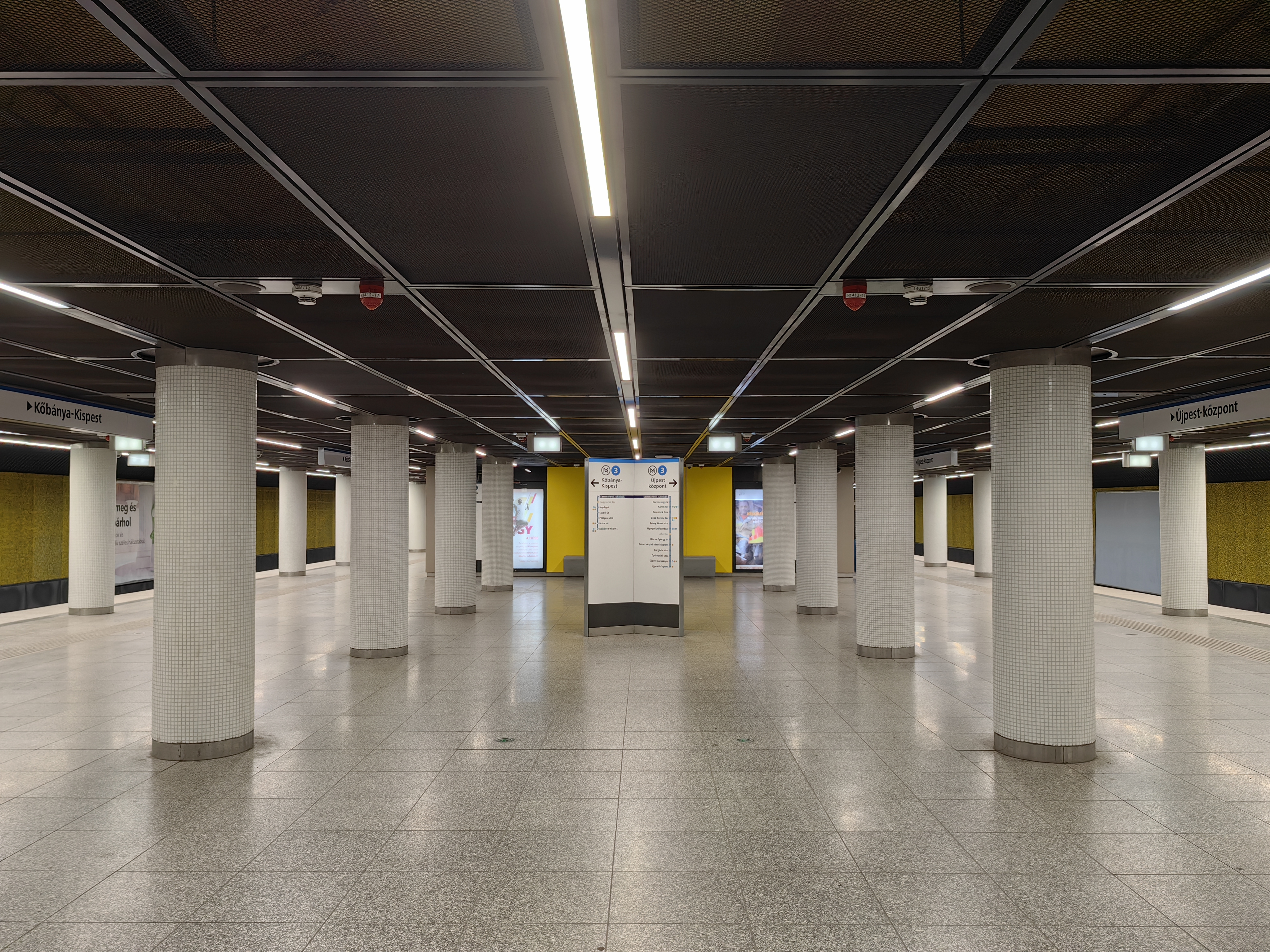
Semmelweis Klinikák
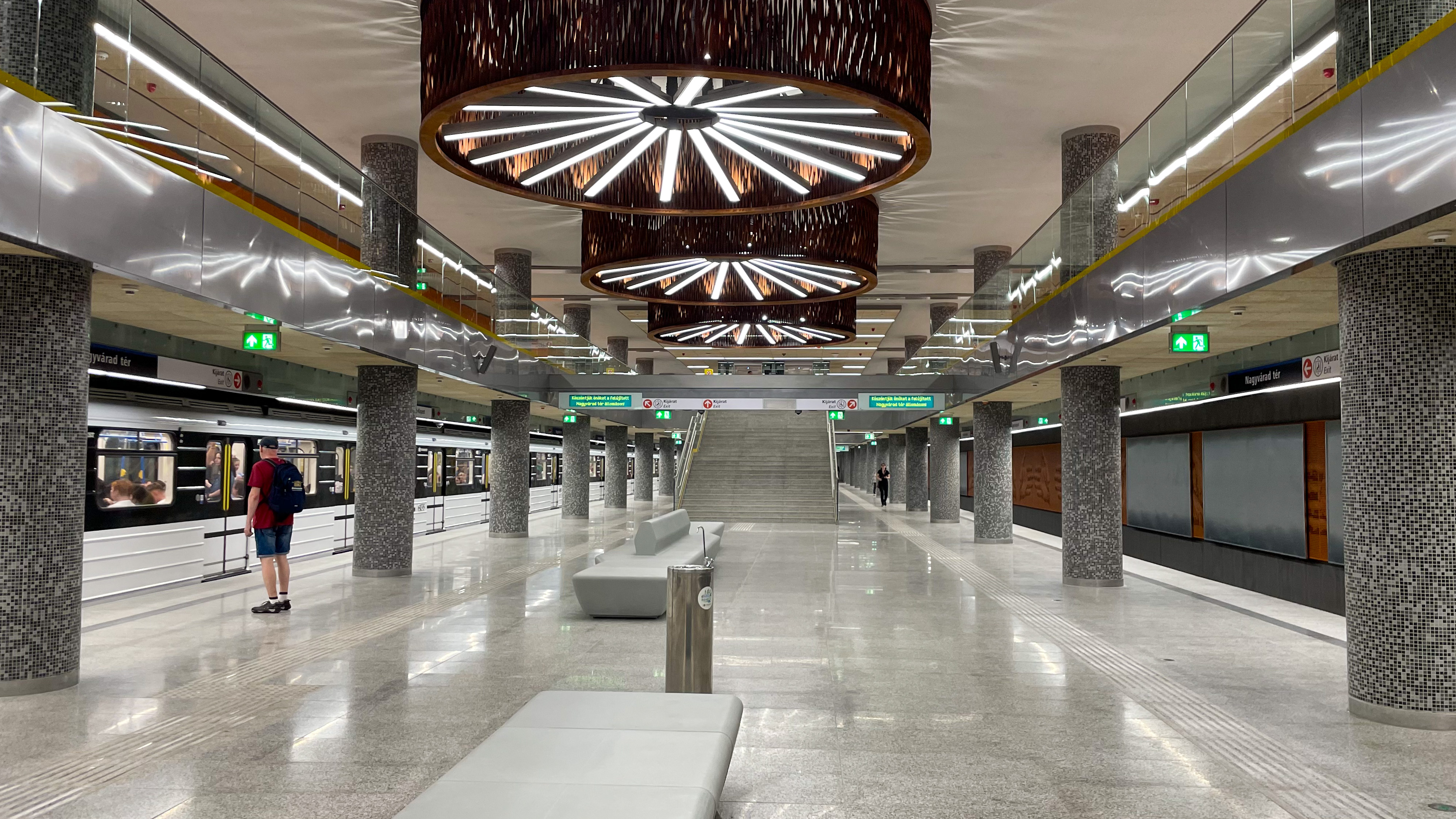
Nagyvárad tér
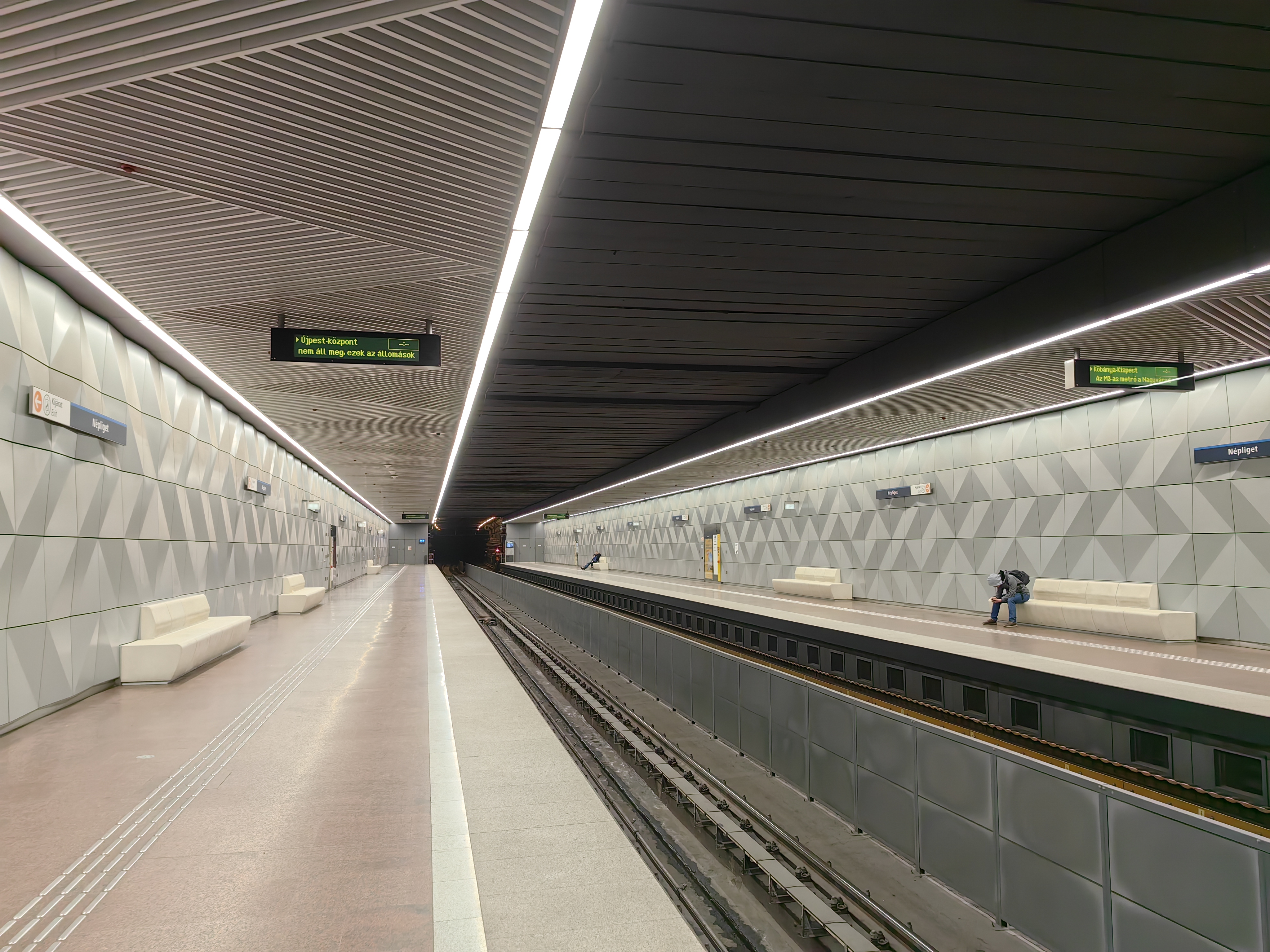
Népliget
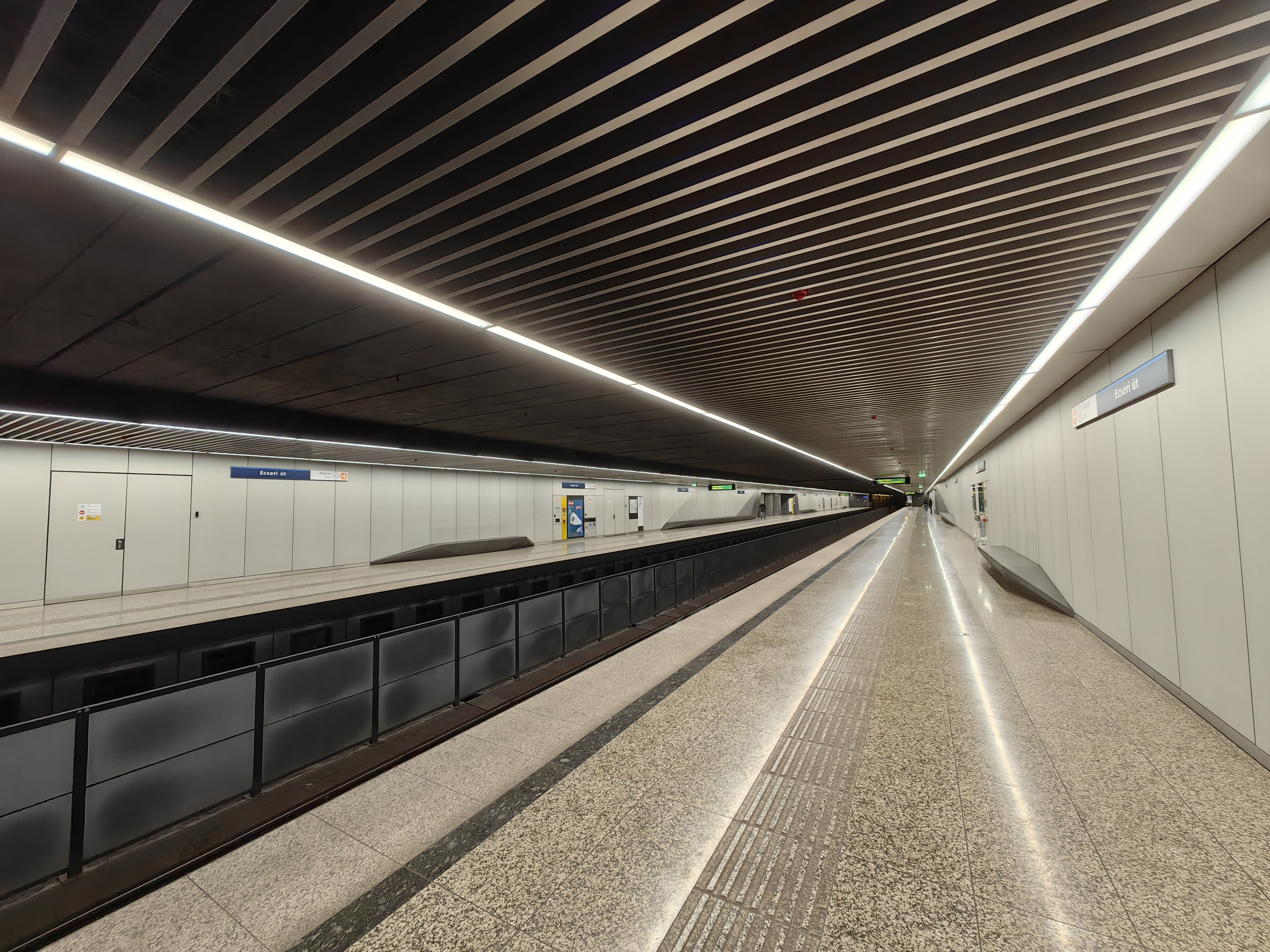
Ecseri út
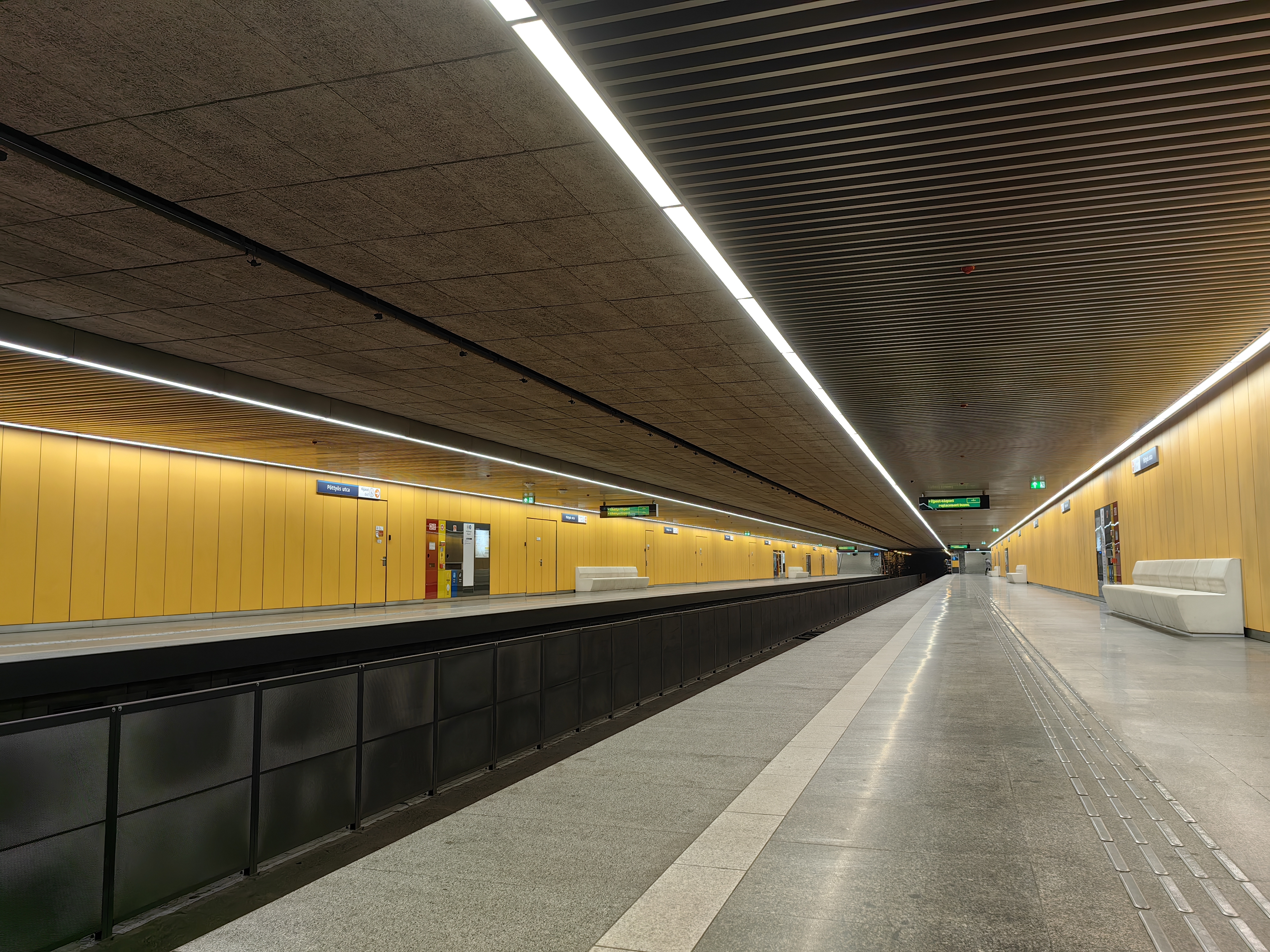
Pöttyös utca
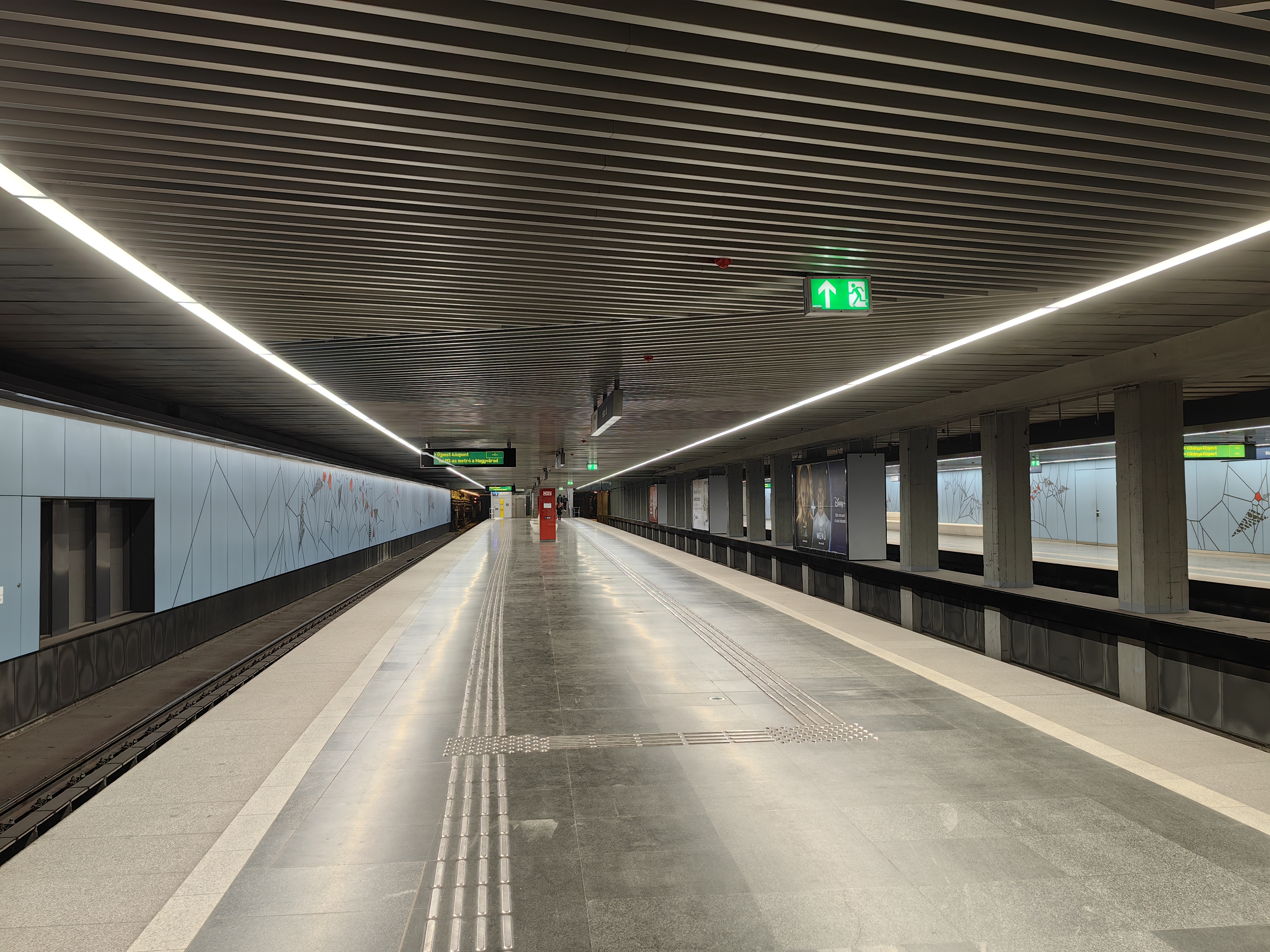
Határ út
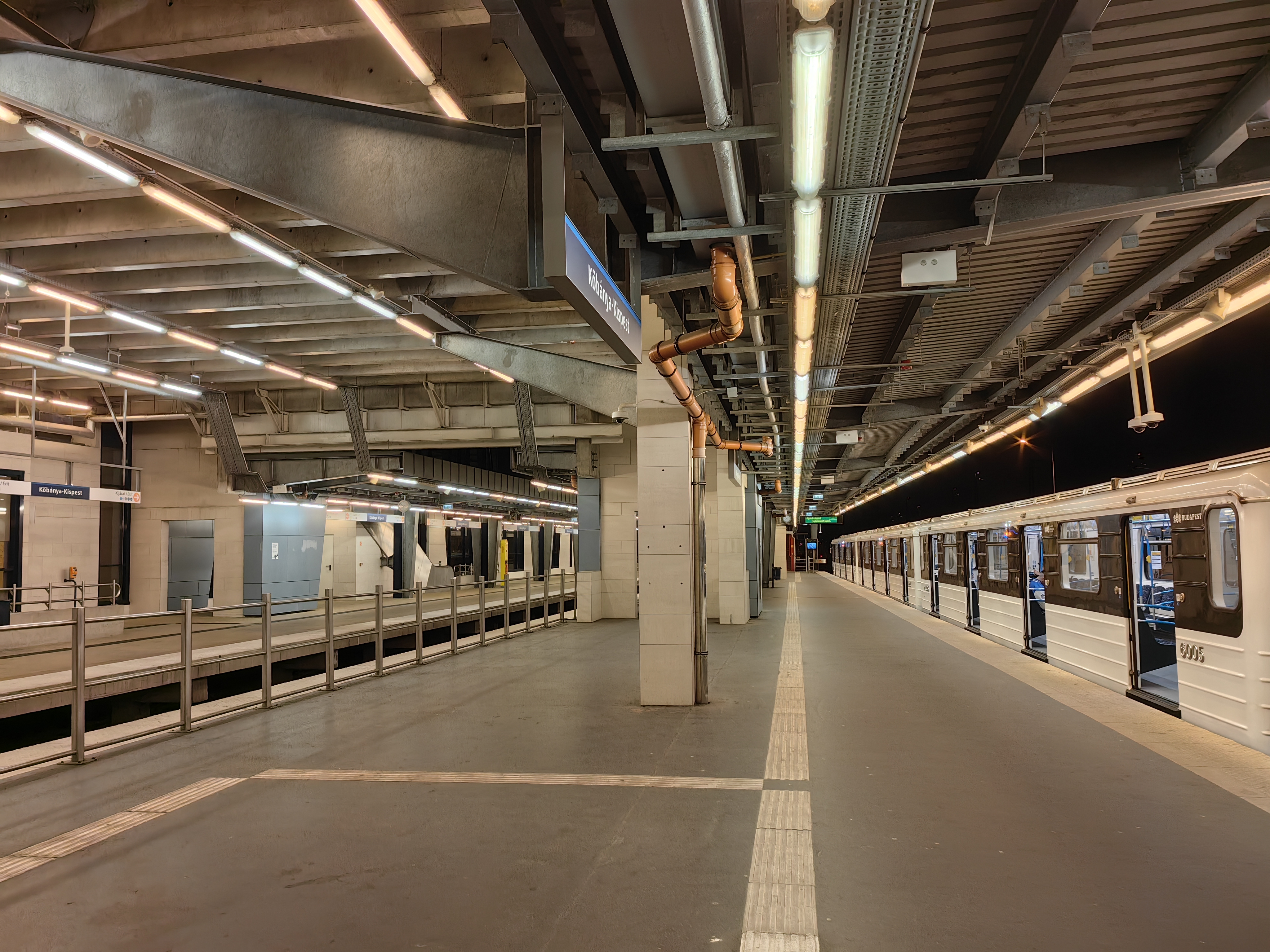
Kőbánya-Kispest